# Marco van Basten
Marcel (Marco) van Basten (Utrecht, 31 oktober 1964) is een voormalig Nederlands profvoetballer en voetbaltrainer.
Van Basten, drievoudig Europees voetballer van het Jaar en tweevoudig Wereldvoetballer van het Jaar, wordt wereldwijd erkend als een van de beste voetballers aller tijden. De voormalige aanvaller werd geroemd om zijn balvastheid, techniek, tactische klasse en manier van afronding. Hij maakte tijdens zijn actieve carrière als speler vooral furore bij Ajax en AC Milan. In Amsterdamse dienst won de spits onder meer drie landstitels en de European Cup Winners Cup. In 1987 nam hij afscheid van het Nederlandse publiek en zette hij zijn loopbaan voort in Italië bij AC Milan, waar hij net als bij Oranje een succesvol duo vormde met Gullit. Daar won hij een aantal grote prijzen, waaronder drie keer de Europacup I / UEFA Champions League, twee wereldbekers en drie keer de Europese Supercup.
In 1988 wist Van Basten met het Nederlands elftal Europees kampioen te worden in West-Duitsland. De treffer die Van Basten maakte in de finale tegen de Sovjet-Unie wordt door voetbalfans nog steeds gezien als een van de meest memorabele doelpunten ooit.
Op 17 augustus 1995 nam Van Basten op 30-jarige leeftijd vroegtijdig afscheid van het profvoetbal wegens een ernstige enkelblessure. Op dat moment was hij al bijna twee en een half jaar niet meer aan spelen toegekomen, sinds zijn laatste duel tegen Olympique Marseille in de finale om de UEFA Champions League.
Na zijn afscheid liet Van Basten het voetbal links liggen en focuste hij zich met name op golf. Tot hij in 2003 aan de slag ging met de trainerscursus bij de KNVB. Na afronding daarvan trad hij in dienst bij Ajax als trainer van de beloften. Een jaar later werd hij echter door de KNVB gevraagd om bondscoach te worden van het Nederlands elftal als opvolger van Dick Advocaat. Deze functie vervulde hij tot en met het EK voetbal in 2008. Na het Europese kampioenschap keerde hij in de zomer terug bij Ajax als trainer van het eerste elftal. Dit bleef hij tot en met 6 mei 2009, waarna hij ontslag nam wegens teleurstellende resultaten.

## Privéleven

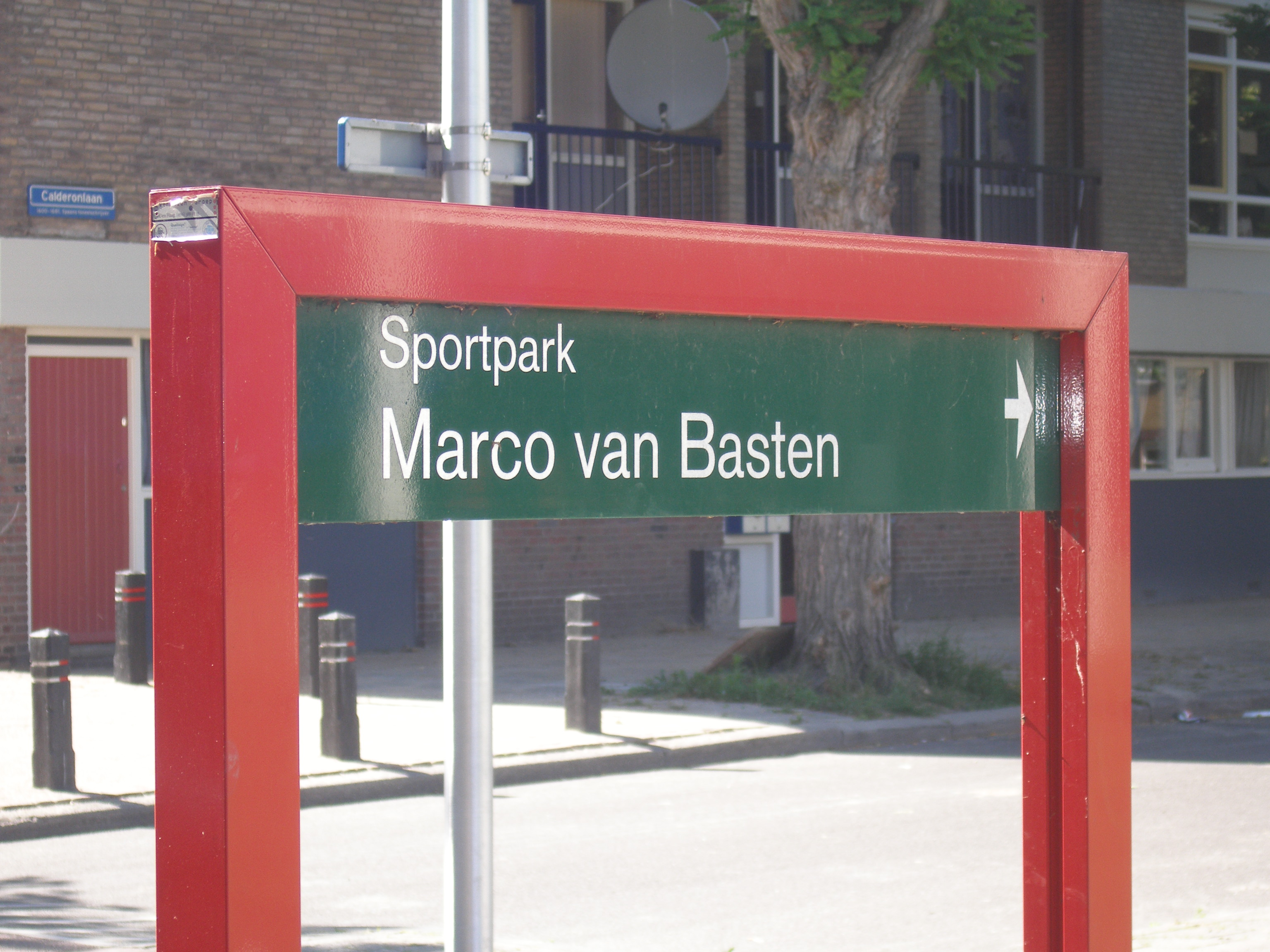
Wegwijzer naar het sportpark.

Van Basten werd op 31 oktober 1964 om drie uur ’s middags geboren in de Surinamestraat te Utrecht. Hij groeide op in de wijk Oog in Al als jongste van drie kinderen met zijn zus Carla en broer Stanley. Omdat zijn oma van moederskant moeite had met het uitspreken van de naam Marcel werd dit al spoedig na zijn geboorte Marco. Juist zijn oudere broer Stanley was vernoemd naar de beroemde voetballer Stanley Matthews, maar Marco bleek degene te zijn met het talent voor deze sport in de familie. Hierdoor werd hij de favoriet van zijn vader, Joop van Basten (1930–2014), die zelf profspeler bij DOS en HVC was. Deze sloeg, tot grote ergernis van diens vrouw Leny die dat oneerlijk vond, de wedstrijden van Stanley vaak over, maar miste geen enkele wedstrijd van Marco. Van Basten bracht zijn lagereschooltijd door op de St. Dominicusschool en behaalde daarna zijn havo-diploma aan het Niels Stensen College in Utrecht. Naast voetballen speelde Van Basten in zijn jeugd ook tafeltennis, deed hij aan schoonspringen en speelde hij piano. Toch domineerde voetbal zijn leven. Door klasgenoten werd hij omschreven als een jongen met een uitzonderlijk voetbaltalent. Dagelijks werd er gevoetbald op het nabijgelegen Herderplein en het veldje aan de Cervanteslaan, dat jaren later tot 'Sportpark Marco van Basten' werd omgedoopt.
Het karakter van Van Basten werd sterk beïnvloed door een paar traumatische gebeurtenissen in zijn leven. Op jonge leeftijd zag hij zijn vriendje Jopie in Maarssen door het ijs zakken. Hij deed er van alles aan om hem te helpen, maar de hulp kwam te laat en hij zag Jopie voor zijn ogen verdrinken. Van Basten heeft hier nooit met iemand over willen praten. Daarnaast werd zijn moeder op 16 oktober 1985 getroffen door een herseninfarct, toen hij een WK-kwalificatiewedstrijd tegen België afwerkte. Leny werd opgenomen in het ziekenhuis, waar ze twee weken later ook nog een hartinfarct kreeg. Het had tot gevolg dat vanaf dat moment haar geheugen niet meer functioneerde, waardoor ze van de verdere carrière van haar zoon niets meer heeft kunnen vernemen. Joop van Basten heeft sindsdien de dagelijkse persoonlijke zorg voor zijn vrouw op zich genomen.
Van Basten werd behoorlijk aangegrepen door de toestand van zijn moeder en besloot na deze gebeurtenis het ouderlijk huis te verlaten. In het openbaar sprak hij nooit over de situatie, maar zijn houding tegenover de buitenwereld veranderde. De spits was tegenover de media nooit erg open geweest, maar deze gebeurtenis maakte hem nog afstandelijker en zakelijker. Over voetbal wilde hij best praten, maar de rest bleef privé. Na zijn vertrek besloot hij te gaan samenwonen met zijn vriendin Liesbeth van Capelleveen. Hun relatie liep niet altijd even voorspoedig en kende in 1990 zelfs een korte onderbreking. Het kwam echter weer goed en op 21 juni 1993 besloten ze elkaar bij Kasteel de Haar in Haarzuilens het jawoord te geven. Ze hadden op dat moment samen al twee dochters en later kwam daar nog een zoon bij. Gezamenlijk woonden zij lange tijd in Badhoevedorp, maar toen Van Basten in 2008 hoofdtrainer werd bij Ajax besloten zij naar Amsterdam te verhuizen.

## Clubcarrière

### Jeugd

#### EDO en UVV
Van Basten begon in 1970 met voetballen bij de plaatselijke amateurclub EDO. Daar bleek dat de jonge pupil ver boven de middelmaat uitstak. Na een jaar verhuisde hij daarom naar het professionelere UVV. Dagelijks werd hij bijgestaan door vader Joop, die zijn doen en laten in dienst had gesteld van zijn amper zeven jaar oude zoon. Joop van Basten was echter geen voetbalvader die zijn zoon kritiekloos benaderde en de hemel in prees; hij wees hem telkens op zijn tekortkomingen en was zeer kritisch. Joop van Basten had zelf op het hoogste niveau gespeeld als verdediger en was na zijn actieve carrière aan de slag gegaan als jeugdtrainer bij diverse Utrechtse amateurclubs. Hij was overtuigd van de capaciteiten van zijn zoon en liet hem dat regelmatig merken: "Met jouw kwaliteiten moet je veel beter kunnen". De jeugdige Van Basten ontwikkelde zich stormachtig, maar kreeg op zijn veertiende last van serieuze lichamelijke ongemakken. Vooral zijn liezen speelden hem parten, waarna contact werd gezocht met orthopedisch chirurg Rein Strikwerda. Strikwerda was clubarts bij FC Utrecht en gold als een autoriteit op zijn vakgebied. De arts kwam tot de conclusie dat de stand van Van Basten enkels 'niet optimaal' was en adviseerde hem te stoppen met voetballen op het hoogste niveau; vaker dan twee keer per week trainen was in zijn ogen niet mogelijk. Bij een hogere intensiteit zou hij over enkele jaren in een rolstoel belanden. Toch besloten Joop en Marco er nog geen punt achter te zetten. Het voetballen werd vooralsnog driekwart jaar uitgesteld.

#### Elinkwijk en Ajax
In de zomer van 1979 werd het advies van Strikwerda definitief door Joop van Basten in de wind geslagen met het besluit Marco te verhuizen naar USV Elinkwijk. Elinkwijk was de grootste amateurclub van Utrecht en naar de mening van Van Basten senior zou zijn zoon hier betere trainers tegenkomen en meer weerstand ondervinden van zijn tegenstanders. De spits bereikte bij Elinkwijk al snel de grenzen van wat op amateurniveau mogelijk was. Aad de Mos, jeugdtrainer bij Ajax in het seizoen 1980/81 en interim-hoofdtrainer bij Ajax van maart 1981 tot en met juni 1981, kreeg hoogte van het talent uit Utrecht en deed hem een aanbieding. Marco van Basten had hier wel oren naar, maar hij genoot ook de interesse van FC Utrecht en PSV. Uiteindelijk besloot hij voor de club uit Amsterdam te kiezen, waarover Marco later zou zeggen: "Als het mis zou gaan bij Ajax, kon ik altijd nog terug naar Utrecht. Omgekeerd was dat onmogelijk". Van Basten tekende op 17 april 1981 een jeugdcontract dat hem vanaf 1 juli 1981 aan de club zou binden in ruil voor een maandelijkse reiskostenvergoeding van 500 gulden. Leeftijdsgenoten als Edwin Godee en Gerald Vanenburg, die dat seizoen ook een nieuw contract tekenden bij Ajax, verdienden al veel meer. Zij ontvingen respectievelijk 12.000 en 25.000 gulden per jaar, maar waren al verder in hun ontwikkeling. Utrechter Vanenburg maakte vanaf april 1981 vast deel uit van het eerste elftal van Ajax, en Godee werd in het tweede elftal geplaatst. Van Basten mocht zich gaan bewijzen in de A1, waar een zakelijke cultuur heerste en de hiërarchie werd bepaald op basis van prestaties op het veld. Van Basten wist hier goed mee om te gaan en ontwikkelde zich tot een technische spits van wie in de toekomst veel werd verwacht.

### Ajax

#### 1981/82
Op 3 april 1982 mocht Van Basten als zeventienjarige zijn debuut maken voor de Amsterdammers in de competitiewedstrijd tegen N.E.C.. Op dat moment had hij nog maar vijf duels voor Ajax 2 gespeeld en was de spits nog slechts een A-junior. Van Basten kwam als invaller binnen de lijnen en verving Johan Cruijff, de man die hem de komende jaren bij de hand zou nemen. Zijn debuut luisterde hij op met een treffer (5-0), waardoor Van Basten destijds de op 1 na jongst scorende speler van Ajax en de op 1 na jongste debutant werd (de jongste was Gerald Vanenburg, 17 jaren en 1 maand jong, debuut 5 april 1981, 1e 2 goals: 10 mei 1981). Toch bleef het zijn enige optreden in het seizoen 1981/82, waarin Ajax landskampioen werd met maar liefst 117 goals vóór en 42 goals tegen.

#### 1982/83
In het seizoen 1982/83 nam Cruijff nadrukkelijk de rol van voetbalvader over van Van Basten senior. Cruijff zorgde ervoor dat Van Basten zich verder ontwikkelde door hem alerter, gemener, scherper en harder te maken. Tevens had Cruijff zelf ervaring als diepe spits, waardoor hij Van Basten aanwijzingen kon geven die het verschil in een wedstrijd zouden kunnen maken. Dat Cruijff niet veel verschilde van Joop van Basten, bleek wel uit de kritische benadering van de voormalige nummer 14. Dit kwam mede omdat Van Basten over meer talent beschikte dan teamgenoten als John van 't Schip, Wim Kieft of Frank Rijkaard. De aanwijzingen van Cruijff lagen overigens niet allemaal op het technische of tactische vlak; Cruijff leerde de jongeling ook om te overleven in de voetbalwereld. Hij maakte hem zelfbewust en zelfverzekerd, bijna op het arrogante af. Want 'stel je je kwetsbaar op, dan word je gekwetst', aldus Cruijff. Dit alles vatte hij samen onder de noemer ‘stressbestendig maken’. Van Basten maakte tijdens het seizoen vaker zijn opwachting en verscheen twintigmaal binnen de lijnen. Mede dankzij zijn negen doelpunten prolongeerde Ajax de titel met 106 goals vóór en 41 goals tegen, en won het tevens de KNVB Beker.

#### 1983/84

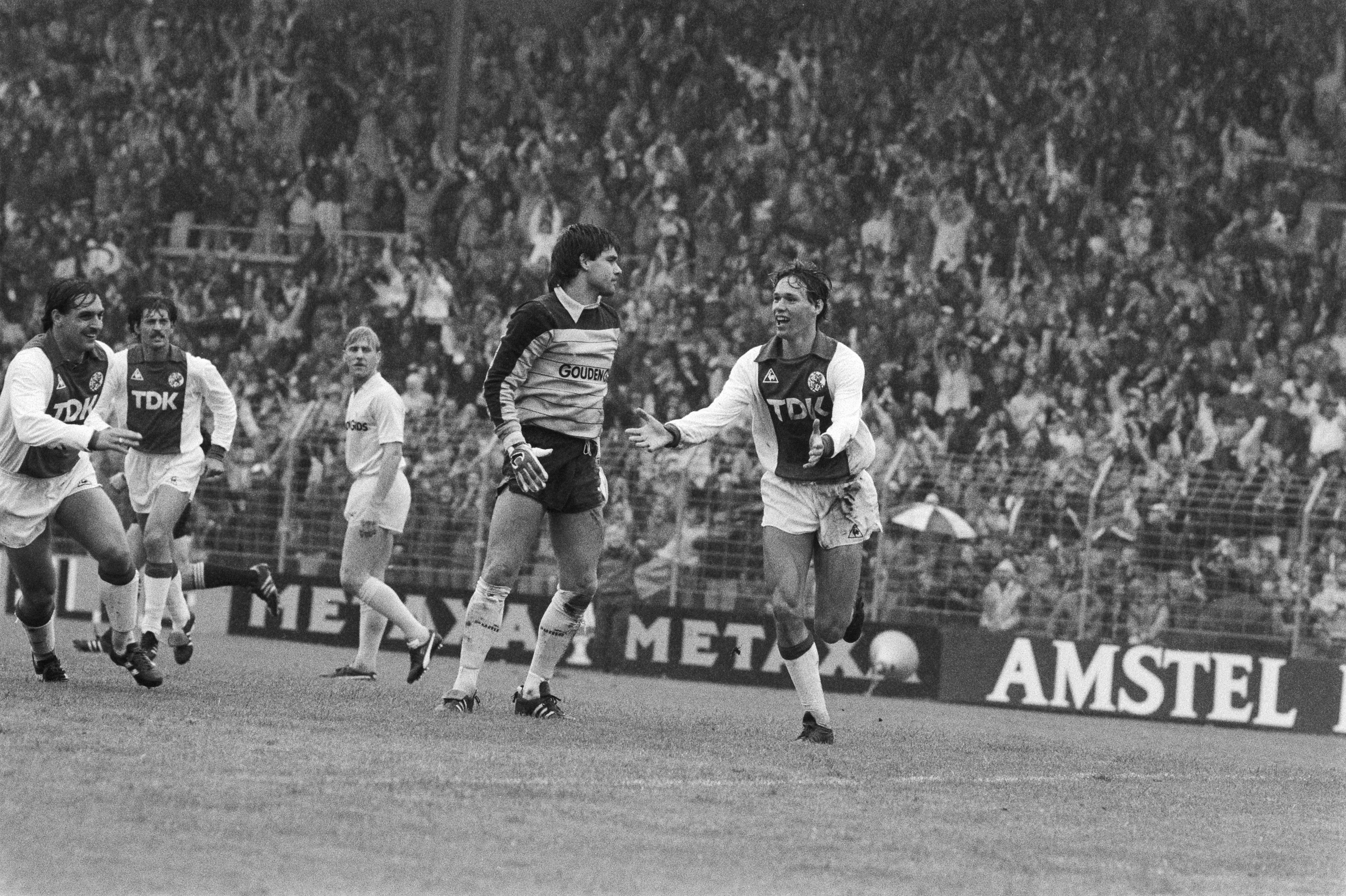
18-9-1983. Ajax-Feyenoord 8-2. Na een hoekschop van Gerald Vanenburg (Ajax): Van Basten (geheel rechts) bejubelt zijn treffer (2-0), hij zou driemaal scoren (2-0, 6-2, 8-2). Van links naar rechts voorts: Edo Ophof (Ajax), Felix Gasselich (Ajax), André Hoekstra (Feyenoord) en doelman Joop Hiele (Feyenoord).

In de zomer van 1983 vertrokken er bij Ajax enkele dragende spelers, waaronder Søren Lerby, Piet Schrijvers, Wim Kieft en Leo van Veen. Ook Johan Cruijff wisselde van club na een aanvaring met Ajax-voorzitter Ton Harmsen, Cruijff verkaste uitgerekend naar rivaal Feyenoord. Deze 9 talenten binnen de groep, die meestal vaste keus zouden zijn, dienden vanaf dat moment het elftal te dragen: Sonny Silooy, Jan Mølby, Frank Rijkaard; Ronald Koeman; Gerald Vanenburg, Marco van Basten, Jesper Olsen, John van 't Schip en pinchhitter Johnny Bosman. Ook viel Stanley Menzo sporadisch in als vervanger voor eerste doelman Hans Galjé, en speelde Winston Haatrecht enkele wedstrijden in een zaalvoetbaltoernooi eind december 1983, in het KNVB Beker-toernooi, en in de competitie. Mölby en Ronald Koeman wisselden weleens elkaars posities als libero en rechtermiddenvelder af. De gemiddelde leeftijd van de 22 contractspelers bedroeg bij het begin van het seizoen in juli 1983 21,3 jaar. Het seizoen 1983/84 betekende definitief de doorbraak van Marco van Basten. Ondanks dat de spits de ziekte van Pfeiffer opliep, speelde Van Basten 26 wedstrijden waarin hij 28 keer het net wist te vinden. Met dat aantal werd hij voor de eerste maal topscorer van de Eredivisie. Het hoogtepunt dat seizoen was in september 1983 de 8-2-overwinning op aartsrivaal Feyenoord, met de overgestapte Johan Cruijff en Amsterdammer Ruud Gullit in de gelederen. Van Basten was tijdens het duel drie keer trefzeker geweest voor Ajax, Jesper Olsen tweemaal; bovendien waren zij de hele wedstrijd de 2 uitblinkers. Van Bastens oude leermeester had daar niets tegenover kunnen zetten. Toch bleken de doelpunten van de spits en het feit dat Ajax tot en met 10 maart 1984 het beste doelsaldo in de eredivisie had, niet voldoende voor Ajax om het landskampioenschap te kunnen verdedigen. Cruijff haalde zijn sportieve revanche door zijn laatste seizoen als profvoetballer met de landstitel af te sluiten. Ajax stond slechts sporadisch op de eerste plaats, en meestal op de tweede of derde plaats op de ranglijst, en sloot het seizoen af als nummer 3 van de 18 clubs, met 51 punten en een doelsaldo van +54 (100-46). Ajax eindigde half mei 1984 op enige afstand van nummer 1, Feyenoord, en met een uiterst minimale achterstand qua punten en doelsaldo op nummer 2, PSV.

#### 1984/85

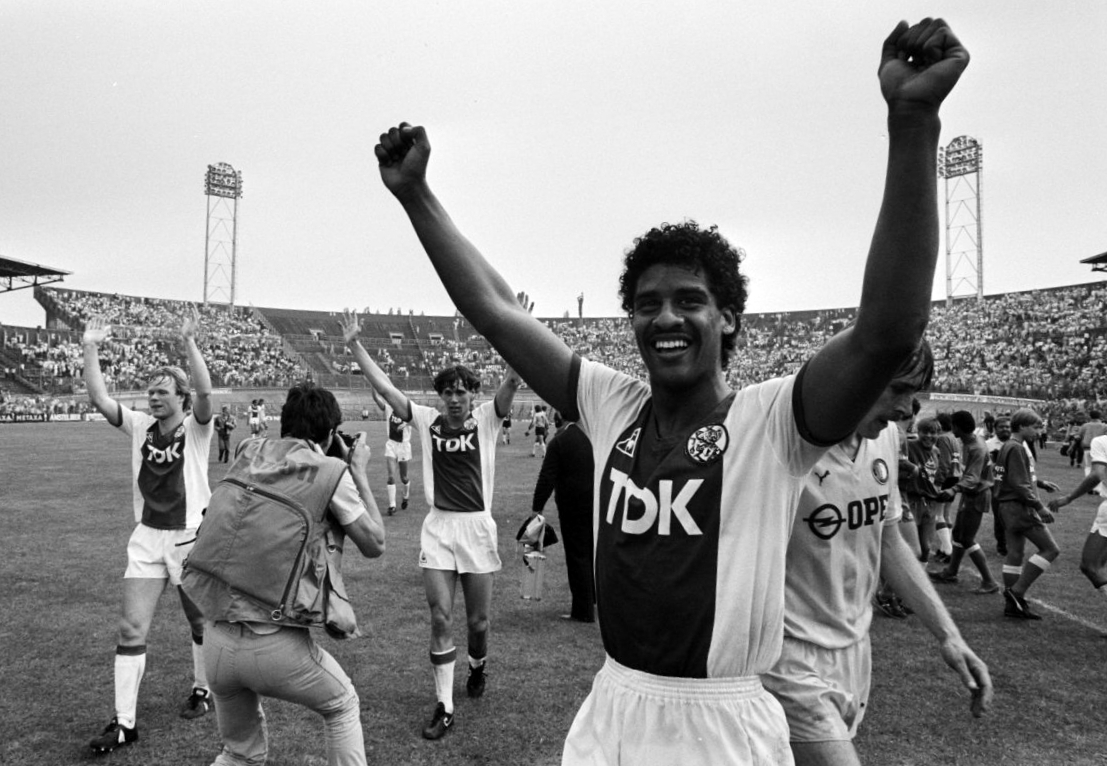
19-5-1985. Ajax-Feyenoord 4-2. Ajax weer stap dichter bij landstitel 1984/85. Ronald Koeman, Marco van Basten en Frank Rijkaard verlaten juichend het veld.

In het seizoen 1984/85 werd Marco van Basten de gezichtsbepalende speler van de jonge groep Ajacieden. Hij speelde 33 duels voor de Amsterdammers en scoorde daarin 22 keer, waarmee hij zijn titel als topscorer prolongeerde. Ajax contracteerde de geroutineerde 30-jarige centrumverdediger Ronald Spelbos, en de 20-jarige linkerspits Rob de Wit, als opvolger voor de naar Manchester United vertrokken 23-jarige linkerspits Jesper Olsen. Ajax bleef de eerste 16 ronden tussen 1 september en 9 december 1984 ongeslagen in de eredivisie (13 zeges, 2 gelijke spelen uit, 0 nederlagen, 1 inhaalduel tegoed, doelsaldo +31 (46-15)) en was daarmee op weg naar het landskampioenschap. Ook werd op 25 november 1984, voor het eerst in 13 seizoenen, weer een uitwedstrijd tegen Feyenoord in Rotterdam gewonnen, met 1-3. Op internationaal niveau werd de club die maand echter reeds in de tweede ronde van het UEFA Cup-toernooi uitgeschakeld, tot grote ontevredenheid van Van Basten, die aangaf trainer Aad De Mos daarvoor verantwoordelijk te houden, door te stellen dat er onder zijn leiding nooit iets gepresteerd zou worden buiten de landsgrenzen. Het startschot voor het aanstaande vertrek van De Mos was daarmee gegeven. Cruijff bleek hier echter ook een flinke vinger in de pap te hebben. De voormalige vedette lonkte naar het trainerschap bij Ajax en gebruikte Van Basten en Van ‘t Schip om zijn invloed binnen de club te vergroten. De twee vrienden kwamen regelmatig bij Cruijff over de vloer, waardoor medespelers hen gekscherend bestempelden als "FC Vinkeveen".
Vervolgens begon Ajax vanaf half december 1984 punten te morsen, en in de 2e competitiehelft, met name in april en de eerste week van mei 1985, verspeelde Ajax in rap tempo punten. Ajax won op 6 april 1985 thuis nog nipt van nummer 18 en hekkensluiter PEC Zwolle, met 2-1 in de laatste minuut, na lange tijd met 0-1 te hebben achtergestaan. Trainer De Mos beboete zijn spelers voor de wanprestatie. Tegen Twente uit op 8 april (1-1), Groningen thuis op 21 april (1-3 verlies) en Haarlem uit op 5 mei (1-0 nederlaag) wist Ajax helemaal niet te winnen, en de concurrenten PSV en Feyenoord kwamen qua punten steeds dichterbij op de ranglijst, die nog wel door Ajax werd aangevoerd.
Op 6 mei 1985, vijf duels voor het einde van de competitie, werd door het bestuur besloten om afscheid te nemen van De Mos, na de 1-0 nederlaag in Haarlem, waar van Basten en van 't Schip buiten de ploeg gehouden waren. Van Basten bleef koel onder de situatie en wist ondanks het vrij zware resterende programma het conflict om te zetten in klinkende prestaties: aan het einde van het seizoen vierde hij zijn derde landskampioenschap met Ajax, onder leiding van het trio interim-trainers Tonny Bruins Slot, Spitz Kohn en Cor van der Hart, nadat Ajax onder meer Feyenoord had uitgeschakeld als titelkandidaat in een rechtstreeks treffen op 19 mei (4-2). Op 27 mei 1985, na de wedstrijd Ajax–Volendam 5-2 in de 33e en een-na-laatste speelronde, was de stand aan kop: 1. Ajax 54 punten (24 zeges, 6 x gelijk, 3 nederlagen), doelsaldo +51 (93-42), 2. PSV 46 punten, doelsaldo +47 (80-33), 3. Feyenoord 46 punten, doelsaldo +34 (84-50). In de 34e en laatste competitieronde op 2 juni 1985 verspeelde Ajax echter het beste doelsaldo, door uit in Eindhoven met maar liefst 4-0 onderuit te gaan tegen PSV. De eindstand aan kop was: 1. Ajax 54 punten (24 zeges, 6 x gelijk, 4 nederlagen), doelsaldo +47 (93-46) 2. PSV 48 punten, doelsaldo +51 (84-33) 3. Feyenoord 48 punten, doelsaldo +36 (87-51). Daarnaast werd van Basten door zijn collega’s uit het betaald voetbal verkozen tot Nederlands voetballer van het jaar.

#### 1985/86
Na het vertrek van trainer Aad de Mos lag de weg open voor de terugkeer van Johan Cruijff. Ajax bood Cruijff een contract aan en kwam op 6 juni 1985 een dienstverband met hem overeen als technisch directeur voor de duur van één jaar. Omdat Cruijff niet over de benodigde diploma’s beschikte, mocht hij bij de club niet als trainer aan de slag. Halverwege het seizoen verleende het bondsbestuur van de KNVB hem echter dispensatie, waardoor het de voormalige spits werd toegestaan om in de functie van technisch directeur Ajax te trainen. De komst van Cruijff was voor Van Basten een belangrijke reden om voor twee seizoenen bij te tekenen. Hij was, net als alle andere spelers in de selectie van Ajax, opgebloeid onder de nieuwe trainer en kende in 1985/86 het meest succesvolle seizoen als clubvoetballer in Nederland. Met 37 doelpunten in 26 duels werd hij voor de derde keer op rij topscorer van de Eredivisie. Bovendien werd Van Basten met dat aantal Europees topscorer, waardoor hij de Gouden Schoen in ontvangst mocht nemen. Vooral in de duels tegen Heracles (vijf doelpunten, 1-8 zege) en Sparta (zes doelpunten, 9-0 zege) was de spits bijzonder trefzeker geweest. Overigens zijn Van Basten, Lammers, Kerkhoffs en Cruijff de enige spelers die zes keer wisten te scoren in één competitiewedstrijd. Alleen Afonso Alves vond in 2007 vaker het net (zeven keer). Het grote aantal doelpunten bleek echter niet genoeg te zijn voor prolongatie van de landstitel; ondanks 120 gescoorde goals en 35 tegengoals en het beste doelsaldo (+85), moest Ajax genoegen nemen met de 2e plaats achter PSV, dat 8 punten meer had (52 tegen 60; 2 punten voor een zege). Ook was er de deceptie, dat ex-sterspeler Frank Arnesen na 2 jaar Valencia en 2½ jaar Anderlecht (Brussel), niet zijn verwachte rentree voor Ajax maakte, maar in plaats daarvan bij de meer slagvaardige rivaal PSV debuteerde op 1 december 1985. Wel werd in het begin van het seizoen in augustus 1985, na 2-0 en 4-1 overwinningen met uiterst spectaculair voetbal, het Amsterdam-710-toernooi gewonnen, en aan het einde van het seizoen in mei 1986, na drie jaar weer de KNVB Beker veroverd.

#### 1986/87
Ondanks het vertrek van sterspelers Gerald Vanenburg en Ronald Koeman naar rivaal PSV in Eindhoven, en een hersenbloeding op vakantie in Spanje van een andere sterspeler, Rob de Wit, wiens carrière hierdoor op 22- à 23-jarige leeftijd reeds werd beëindigd in de zomer van 1986, draaide Ajax een zeer succesvol seizoen. De start van het seizoen 1986/87 verliep niet geheel probleemloos. Van Basten kampte nog steeds met de naweeën van een enkelblessure, die hij in het vorige seizoen had opgelopen in een oefenduel tegen RCH. Het weerhield hem echter niet om op 9 november 1986 tegen FC Den Bosch een van de meest memorabele doelpunten uit zijn loopbaan te maken. Van Basten ontving de bal over grote afstand van Jan Wouters en schoot hem meteen middels een omhaal in de verre kruising achter doelman Jan van Grinsven. Het doelpunt eindigde in 2010 op de derde plaats van mooiste Ajax-goals aller tijden.

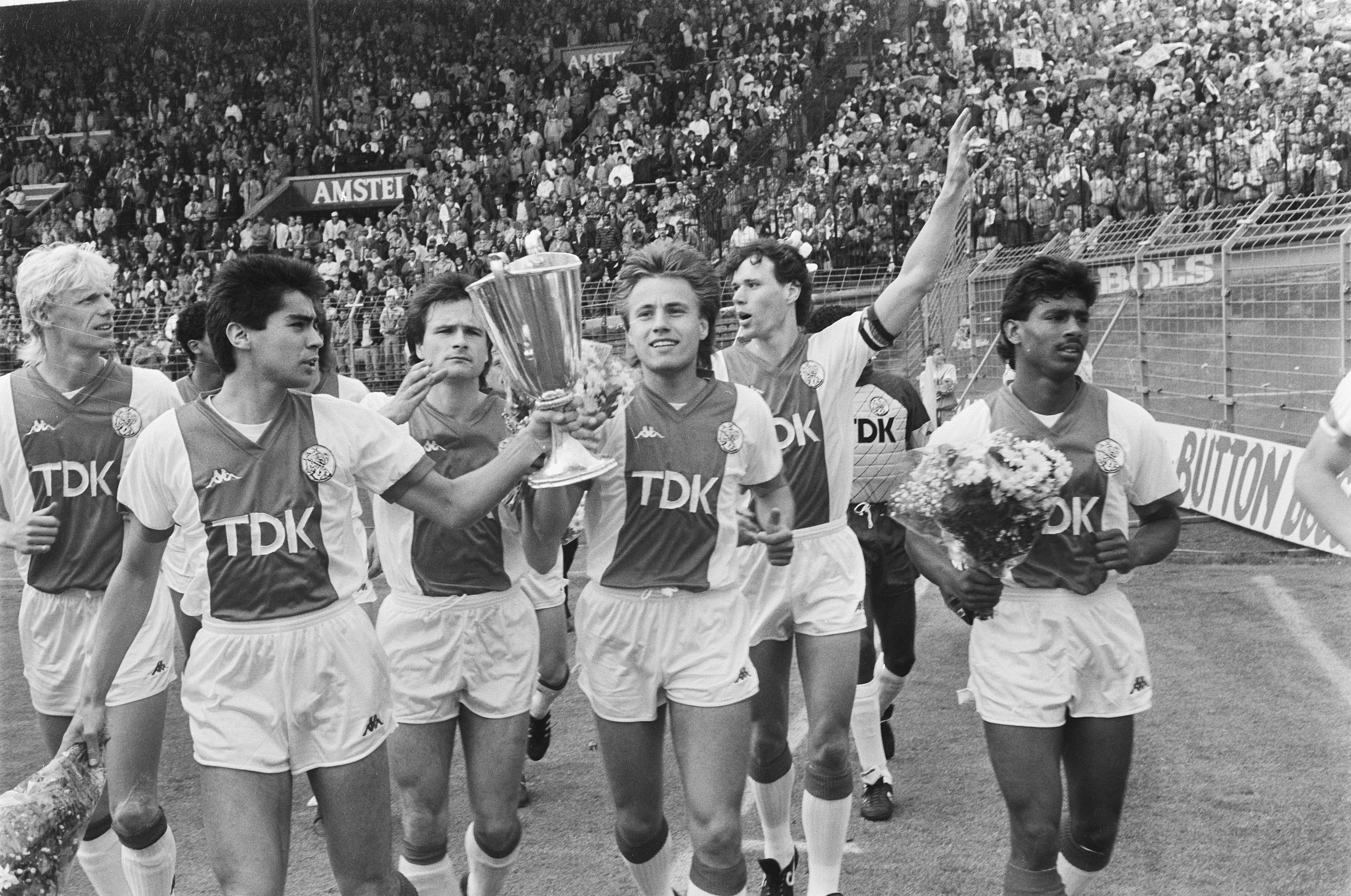
Half mei 1987, Amsterdam-Zuid, Olympisch Stadion. Ereronde Ajax met Europa Cup II (Cup winners' Cup). Van links naar rechts: Arnold Scholten, (Frank Rijkaard), Sonny Silooy, Peter Boeve, Rob Witschge, aanvoerder Marco van Basten, (doelman Stanley Menzo), en Aron Winter.

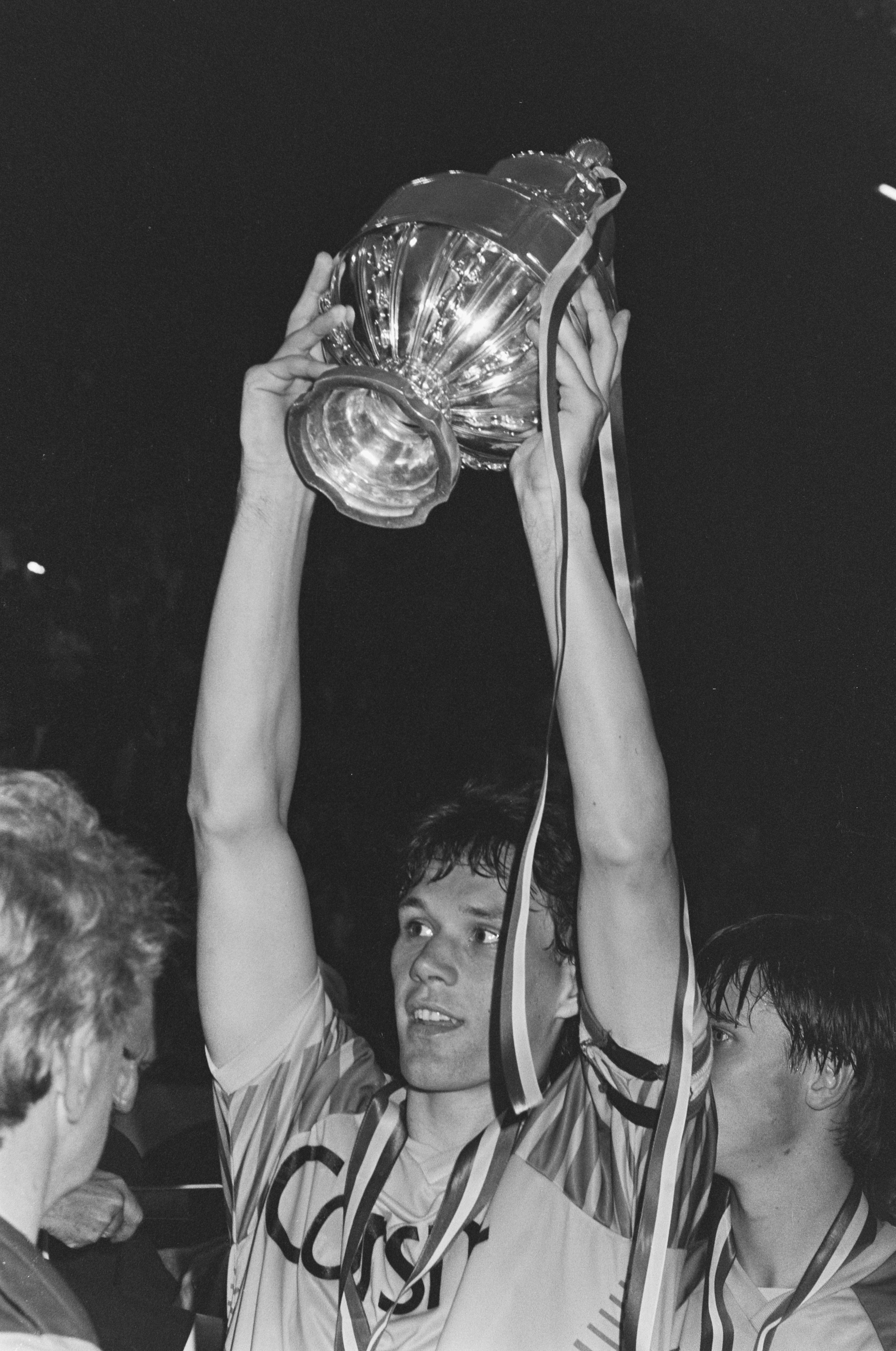
Van Basten in het Zuiderpark in Den Haag, met de KNVB Beker, na de door Ajax met 2-4 gewonnen finale tegen FC Den Haag in juni 1987, rechts John Bosman.

De pijnlijke enkel zou in de winterstop worden verholpen door een eenvoudige operatie, maar Van Basten kende op dat moment grotere problemen. Op 7 december 1986, een week voordat de operatie zou plaatsvinden, raakte hij zwaar geblesseerd. In het competitieduel tegen FC Groningen liep het tot grote frustratie bij Van Basten niet zoals hij graag wilde. De spits verloor de controle en uit irritatie maakte hij na twintig minuten spelen een harde en onnodige tackle op Edwin Olde Riekerink, waarbij zijn eigen rechterenkel het moest ontgelden. De geplande operatie op 15 december aan de linkerenkel in het Prinsengrachtziekenhuis ging door en verliep zonder problemen, maar de pijn aan de rechterenkel bleef. De wedstrijden in het voorjaar van 1987 kwamen daardoor veel te vroeg, besefte hij later zelf ook: 

Ik ben daar te jong in geweest. Veel te gretig. Ik wilde me etaleren. Ik wilde graag voetballen. Achteraf zeg ik van: god, in die periode met de knowhow en al de ellende die ik heb meegemaakt met mijn enkel, met de kennis die ik er nu over heb, had ik natuurlijk nooit moeten gaan voetballen.

Voor ieder duel werd de rechterenkel ingetapet en na het fluitsignaal moest de voet meteen in een bak met ijs. Cruijff was echter genadeloos en liet zijn spits zo veel mogelijk spelen. Het landskampioenschap had Ajax al vroeg in de 2e competitiehelft, begin 1987, verspeeld, waardoor alle pijlen werden gericht op het winnen van de European Cup Winners Cup. Voor de winterstop was er al afgerekend met Bursaspor en Olympiakos Piraeus, en in maart 1987 was Malmö FF de volgende tegenstander. In Zweden werd er met 0-1 verloren, maar in eigen huis bleek Ajax te sterk door twee treffers van Van Basten en een van Winter (3-1). In de halve finales was het Spaanse Real Zaragoza de volgende tegenstander. Hoewel Van Basten daarin niet wist te scoren, steeg hij tijdens de duels boven zichzelf uit. Beide ontmoetingen werden gewonnen (2-3 uit in Zaragoza en 3-0 thuis in Amsterdam) waardoor Ajax de finale in Griekenlands hoofdstad Athene bereikte. Daarin bleek Van Basten beslissend, want door zijn rake kopbal na een voorzet vanaf de rechterkant van Sonny Silooy, versloegen de Amsterdammers op 13 mei 1987 Lokomotive Leipzig met 1-0. Het was de eerste grote prijs voor Johan Cruijff als trainer en voor een lichting spelers die op nationaal en internationaal niveau nog veel van zich zouden laten horen.
De goede prestaties in de Europacup leverden Van Basten in 1987 de Trofeo Bravo op, de prijs voor de beste Europese voetballer onder 23 jaar. In de Nederlandse competitie liet hij zich ook niet onbetuigd. Met 31 doelpunten werd Van Basten namelijk voor de vierde keer op rij topscorer van de Eredivisie (118 goals in de 4 seizoenen 1983/1984 tot en met 1986/1987 bij Ajax). Alleen Ruud Geels heeft vaker (vijfmaal) deze eretitel mogen dragen (123 goals in de 4 seizoenen 1974/1975 tot en met 1977/1978 bij Ajax, 22 goals in het seizoen 1980/1981 bij Sparta). Tot slot drukte Van Basten nog zijn stempel op de finale van de KNVB Beker op 5 juni 1987 in Den Haag. In de verlenging tegen FC Den Haag besliste hij met twee doelpunten het duel (2-4), waardoor een derde nationale beker aan zijn palmares werd toegevoegd. Het werd de laatste prijs die de spits met Ajax won, want een week voor de Europacup II-finale had hij een contract ondertekend bij AC Milan in Noord-Italië. Al een jaar eerder had Van Basten een voorcontract kunnen tekenen bij de Milanezen, maar hier besloot de spits destijds niet op in te gaan. Wel gaf hij de toezegging dat AC Milan de eerste gegadigde zou zijn. Van een contractverlenging bij Ajax kwam daardoor niets terecht. Van Bastens zaakwaarnemer Cor Coster, de schoonvader van Johan Cruijff, zorgde er in maart 1987 voor dat het contract met Milan kon worden afgerond. Dit gebeurde allemaal in het diepste geheim, waardoor zelfs vader Joop van Basten niets wist van de op handen zijnde transfer. In het lopende contract met Ajax had Coster laten opnemen dat er slechts een afkoopsom van maximaal 1,7 miljoen gulden hoefde te worden betaald voor de diensten van Van Basten. Voor Milan-voorzitter Silvio Berlusconi was dit slechts een kleinigheid in vergelijking tot de afkoopsom van Ruud Gullit, die in maart 1987 ook de overstap naar Milan afrondde. Voor de middenvelder van PSV werd tien miljard lire op tafel gelegd, wat gelijkstond aan 17 miljoen gulden. Hij werd daarmee na Diego Maradona de duurste speler ter wereld. Op 8 juni 1987 speelde Van Basten uiteindelijk zijn laatste wedstrijd voor Ajax, die met 2-1 werd verloren van FC Twente. In de eredivisie finishte Ajax als 2e, met 92 goals vóór en 30 goals tegen.

### AC Milan
AC Milan kende een dramatische periode voor de komst van Van Basten en Gullit. Sinds 1979 was er geen landskampioenschap meer gevierd en bovendien raakte de club in 1980 betrokken bij een grootschalig omkoopschandaal. Als gevolg daarvan speelde AC Milan twee seizoenen in de Serie B, waar het tot op dat moment nog nooit had geacteerd. Toen Silvio Berlusconi op 24 maart 1986 echter tot 21e clubvoorzitter werd verkozen, ging er een nieuwe wind waaien. Hij besloot de transfermarkt op te gaan en contracteerde spelers als Roberto Donadoni, Carlo Ancelotti, Giovanni Galli en Angelo Colombo. Samen met Paolo Maldini, Franco Baresi en Alessandro Costacurta die uit de eigen jeugdopleiding kwamen, kon er worden gebouwd aan een nieuw elftal dat weer voor prijzen moest gaan zorgen. Dit alles gebeurde onder leiding van de nieuwe coach Arrigo Sacchi, die Berlusconi in de zomer van 1987 van Parma AC had overgenomen. Sacchi was op dat moment een relatief onbekende coach met een on-Italiaanse liefde voor aanvallend voetbal. Zijn visie kenmerkte zich vooral in het onder druk zetten van de tegenstander, de tot dan toe weinig toegepaste manier van zoneverdediging en het willen spelen van totaalvoetbal. Sacchi bleek vooral onder de indruk te zijn van het spel dat Rinus Michels en Johan Cruijff in de jaren zeventig vertoonden: 

Dat team was een raadsel voor mij. De televisie was te klein, ik had het gevoel dat ik het hele veld moest kunnen zien om echt te begrijpen en ten volle te kunnen waarnemen wat ze deden.

Sacchi ging altijd uit van een 4-4-2 formatie. Voorin was een basisplaats weggelegd voor Gullit die zijn transfersom moest waarmaken. Naast hem was er nog één plek over voor Van Basten, maar Sacchi had ook nog de keuze uit Daniele Massaro en de regerend topscorer Pietro Paolo Virdis. De 22-jarige Van Basten kon zich gaan opmaken voor de destijds, volgens velen, sterkste clubcompetitie ter wereld.

#### 1987/88
Van Basten maakte zijn debuut voor Milan op 13 september 1987 in de competitiewedstrijd tegen Pisa, net als Ruud Gullit, en wist meteen te scoren. Tien minuten voor het eindsignaal benutte hij een strafschop en bepaalde daarmee de eindstand op 3-1. Kort daarna werd hij vervangen door Pietro Paolo Virdis. Het was een voorspoedig begin, maar de rest van het seizoen kenmerkte zich vooral door aanhoudend blessureleed aan de rechterenkel. In december 1987 besloot hij zich daarom opnieuw te laten opereren door prof. dr. René Marti, dezelfde chirurg die in zijn Ajax-tijd ook zijn linkerenkel had behandeld. Er volgde een ingreep aan het rechtergewricht en de enkelbanden, waarbij er werd geconstateerd dat het kraakbeen was beschadigd. Marti kwam tot de conclusie dat er al eens iets met de enkel was gebeurd dat nooit was herkend, waarschijnlijk een flinke verzwikking in zijn jeugd. Als gevolg van de operatie stond Van Basten de helft van het seizoen langs de kant en speelde hij slechts elf wedstrijden waarin hij drie keer het net vond. De meeste tijd bracht hij door met revalideren. Daarbij liet Van Basten zich op aanraden van Gullit regelmatig behandelen door haptonoom Ted Troost die al vaker met hem had gewerkt. In maart 1988 sloot Van Basten vervolgens weer aan bij de spelersgroep in de strijd om de titel. Het seizoen werd een nek-aan-nek race tussen AC Milan met uitblinker Gullit en landskampioen Napoli met sterspeler Maradona. De strijd werd uiteindelijk beslist op 1 mei 1988 in het onderlinge duel tussen de twee titelkandidaten. Door twee doelpunten van Virdis en een treffer van invaller Van Basten werd het 3-2 in het voordeel van Milan. Twee weken later was een gelijkspel tegen Como voldoende voor de eerste landstitel in negen jaar tijd.

#### 1988/89
In de zomer van 1988 kwam Frank Rijkaard over van Sporting Lissabon om de gelederen te versterken. Samen met Gullit en Van Basten zou hij het Nederlandse trio vormen dat de tweede bloeiperiode van de club inluidde. In de jaren vijftig was het Zweedse trio Gre-No-Li (Gren, Nordahl en Liedholm) hen voorgegaan. Zij wonnen in acht jaar tijd vier landstitels en brachten Milan daarmee naar de top van het Italiaanse voetbal. De verwachtingen bij de Milanese tifosi voor het seizoen 1988/89 waren hooggespannen, aangezien het Nederlandse trio na de zomerstop terugkeerde als de nieuwe Europees kampioen. Van Basten was de uitblinker van het EK voetbal geweest en verkozen tot beste speler. Daarnaast was hij met vijf doelpunten topscorer van het toernooi geworden. Het succes werd meteen voortgezet, want een week voorafgaand aan het nieuwe seizoen won Van Basten met AC Milan al zijn volgende prijs, de Supercoppa. Mede door een doelpunt van de spits wisten de Milanezen de eerste editie van de nieuw ingevoerde supercup met 3-1 te winnen van Sampdoria. De prestaties van Van Basten werden dat najaar beloond met de uitverkiezing tot Europees voetballer van het jaar. Hij bleef daarmee zijn ploeggenoten Gullit en Rijkaard voor, die respectievelijk op de tweede en derde plaats eindigden.
De behaalde landstitel van het vorige seizoen betekende dat Milan na negen jaar ook weer mocht deelnemen aan de Europacup I. Het werd het begin van de Europese overheersing van AC Milan. Het versloeg achtereenvolgens Vitosha Sofia, Rode Ster Belgrado, Werder Bremen en kwam in de halve finale het Real Madrid van Leo Beenhakker tegen. In Madrid bleef het bij een 1-1 gelijkspel, maar tijdens de return werd de Koninklijke met ruime cijfers verslagen. Gullit, Rijkaard en Van Basten scoorden ieder een doelpunt en stuurden de Madrilenen uiteindelijk met 5-0 naar huis. Ook in de finale tegen Steaua Boekarest deed Milan van zich spreken. Door twee doelpunten van Gullit en twee van Van Basten werd de ploeg van Gheorghe Hagi met 4-0 overtuigend verslagen.
Van Basten bleef grotendeels blessurevrij en kon eindelijk een volledig seizoen meedraaien. Hij scoorde negentienmaal in 33 wedstrijden en eindigde daarmee als tweede op de topscorerslijst achter Aldo Serena, die 22 doelpunten maakte. Serena won met zijn club Internazionale de landstitel, Milan eindigde achter Napoli op de derde plaats.

#### 1989/90
Tijdens het seizoen 1989/90 reeg AC Milan wederom de prijzen aaneen. In de eerste seizoenshelft werd afgerekend met Europacup II-winnaar FC Barcelona, waardoor de eerste Europese Supercup werd gewonnen. Vervolgens werd in december de Wereldbeker veroverd ten koste van het Colombiaanse Atlético Nacional. De prestaties van Van Basten leverden hem een tweede uitverkiezing tot Europees voetballer van het jaar op. Opnieuw eindigde hij in de eindklassering voor twee van zijn ploeggenoten, Baresi en Rijkaard. Daarnaast werd aan het einde van het seizoen wederom de Europacup I aan de prijzenkast toegevoegd. Milan was geen landskampioen geworden maar mocht wel als titelverdediger deelnemen aan het toernooi. De Rossoneri wonnen de relatief saaie finale door een doelpunt van Rijkaard met 1-0 van Benfica. Ondanks dat Milan op de laatste speeldag het kampioenschap verspeelde en de Coppa Italia verloor van Juventus, was er veel bewondering voor het team van Arrigo Sacchi. Het elftal uit deze periode werd regelmatig aangeduid als Gli Immortali (de onsterfelijken). Vele kenners bestempelen het Milan van 1989/90 als het beste clubteam aller tijden. Opnieuw wist Van Basten negentienmaal te scoren in 26 competitiewedstrijden en dit bleek genoeg te zijn om het seizoen als topscorer te eindigen.

#### 1990/91
Ook het seizoen 1990/91 wist AC Milan op te luisteren met de winst van de Europese Supercup en de Wereldbeker. Het Italiaanse voetbal kende zijn hoogtijdagen: alle Europese prijzen van het vorige seizoen waren gewonnen door clubs uit de Serie A. Milan wist beslag te leggen op de Europacup I, Sampdoria won de Europacup II en Juventus veroverde ten koste van Fiorentina de UEFA Cup. Milan mocht het daarom in de herfst gaan opnemen tegen het Sampdoria van Roberto Mancini in de strijd om de Europese Supercup. Over twee duels bleken de Milanezen te sterk voor de club uit Genua en pakten daardoor de tweede Supercup op rij. In het duel om de Wereldbeker mocht Milan het opnemen tegen het Paraguayaanse Olimpia. Twee doelpunten van Rijkaard en een van Stroppa bepaalden de eindstand op 3-0.
In de Europacup I kende Milan minder voorspoedige tijden, vooral toen in maart 1991 het duel tegen Olympique Marseille uitliep op een debacle. In de return van de kwartfinale misten de Milanezen hun goede vorm en konden ze niet beschikken over de geblesseerde Baresi en geschorste Van Basten. De Italianen waren op een 1-0-achterstand gekomen waarna de Fransen hoopten op een spoedig einde van de wedstrijd. Toen de scheidsrechter in de slotminuten echter floot voor een vrije trap dachten de Marseille-fans dat het eindsignaal had geklonken en bestormden ze van vreugde het veld. De scheidsrechter greep in, maar tijdens de ontruiming van het veld vielen er enkele lichtmasten uit waardoor iedereen het terrein verliet. Na een kwartier van herstelwerkzaamheden instrueerde de leidsman beide teams weer terug naar het veld maar Milan weigerde dit, in de hoop dat het duel zou worden overgespeeld. Er werd besloten om het duel te staken, maar de situatie kende niet de gewenste afloop voor de Italianen. De UEFA kende een 3-0-overwinning toe aan Marseille en sloot Milan voor een jaar uit van Europees voetbal. Het seizoen werd uiteindelijk afgesloten zonder Scudetto of nationale beker. Van Basten was tijdens de competitie minder op dreef gekomen dan voorgaande seizoenen en wist in 31 duels elfmaal te scoren.

#### 1991/92
In het seizoen 1991/92 vertrok succescoach Sacchi als trainer van AC Milan om bondscoach te worden van het Italiaanse elftal. De voormalige middenvelder van Milan Fabio Capello werd zijn opvolger. Capello kende een vliegende start met de Rossoneri en wist de club naar het winterkampioenschap van de Serie A te leiden zonder een nederlaag te hoeven incasseren. In de tweede seizoenshelft werden de goede prestaties voortgezet. AC Milan leed opnieuw geen nederlagen waardoor de club uiteindelijk ongeslagen landskampioen werd. Van Basten was dat seizoen verantwoordelijk geweest voor ruim een derde van de totale doelpuntenproductie. Met het zeldzaam hoge aantal van 25 treffers (al 26 jaar niet meer voorgekomen) werd de spits voor de tweede maal Capocannoniere. Het elftal dat die jaargang niet verloor, werd regelmatig bestempeld als Gli Invicibili (de onoverwinnelijken).

#### 1992/93

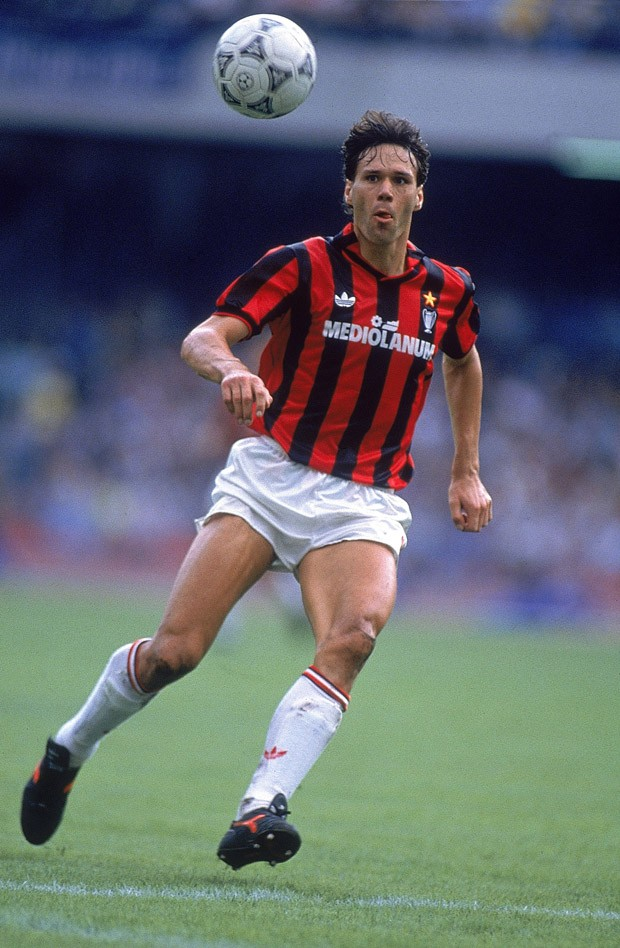
Van Basten in het tricot van AC Milan (1992).

Berlusconi besloot in de zomer van 1992 de club flink te versterken en trok vele miljoenen uit voor nieuwe spelers. Zo haalde hij Dejan Savićević, Stefano Eranio, Zvonimir Boban en werden de transferrecords gebroken voor de komst van Jean-Pierre Papin en Gianluigi Lentini. Papin werd de concurrent van Van Basten in de spits en kwam voor een kleine dertig miljoen gulden over van Olympique Marseille. Lentini was zelfs vier jaar lang de duurste speler ter wereld nadat hij voor 33 miljoen overkwam van Torino. Ook Van Basten tekende in het najaar een vernieuwd contract dat hem de komende drie jaar aan de club zou binden. Jaarlijks zou hij hier drie miljoen gulden mee opstrijken. De spits verkeerde in zijn hoogtijdagen en luisterde zijn contractverlenging op met vier treffers tegen Napoli. Ook in de Champions League tegen IFK Göteborg nam hij nog diezelfde maand met opnieuw vier doelpunten de totale doelpuntenproductie voor zijn rekening. Daarmee werd hij de eerste speler die vier keer in één Champions League-wedstrijd wist te scoren.
De prestaties van Van Basten werden dat najaar beloond, toen de spits voor de derde maal werd uitgeroepen tot Europees voetballer van het jaar. Hij evenaarde daarmee Cruijff en Platini, waardoor zij de enige spelers zijn die de prijs drie keer in ontvangst mochten nemen. Het hoogtepunt was echter de uitverkiezing tot Wereldvoetballer van het jaar door de Wereldvoetbalbond FIFA. De prijsuitreiking in Lissabon had echter een bittere bijsmaak omdat Van Basten kort daarvoor opnieuw zwaar geblesseerd was geraakt aan zijn rechterenkel in het competitieduel tegen Ancona. De aanvaller liet zich daarvoor opnieuw onder handen nemen door zijn vaste chirurg, René Marti. Hij opereerde Van Basten op 21 december 1992 voor de derde keer en haalde tien stukjes bot uit de enkel en het onderste spronggewricht. De operatie werd door Marti omschreven als zwaar en voorspelbaar:

Het is een optelsom, je kon het zien aankomen. Er waren, zoals wij dat noemen, botwoekeringen opgetreden sinds de eerdere ingreep in 1987. De functie van de enkel was steeds achteruitgegaan. Marco had na iedere wedstrijd pijn. Zelfs normaal lopen was moeilijk. De enkel was mechanisch belemmerd. Met fysiotherapie is weinig te doen als stukjes bot steeds over elkaar schuren. Een half jaar geleden vertelde hij al dat het niet goed ging. Onlangs tegen PSV had hij problemen en in de rust tegen Ancona viel hij uit.

Volgens Marti was de enkel in feite versleten en werden met een operatie alleen de symptomen opgeheven. De verwachting was dat Van Basten drie maanden langs de kant zou staan maar zijn herstel verliep trager dan verwacht. De spits ging daarom op 1 april 1993 naar België voor een second opinion van orthopedisch chirurg Marc Martens. Dr. Martens trok echter dezelfde conclusie als zijn collega en adviseerde Van Basten nog enkele weken rust.
Ondertussen plaatste AC Milan zich met overmacht voor de finale van de Champions League. Op weg naar de eindstrijd speelde de club tien wedstrijden die allemaal werden gewonnen. In de finale tegen Olympique Marseille waren de Rossoneri dan ook de grote favoriet, maar deze rol wisten ze uiteindelijk niet waar te maken. Door een rake kopbal van Basile Boli op aangeven van Abédi Pelé wonnen de Fransen met 1-0. Van Basten speelde geen rol van betekenis en voelde zich beperkt door zijn enkelblessure, waardoor hij in de 86e minuut werd gewisseld voor Eranio. Later zou blijken dat Marseille-voorzitter Bernard Tapie spelers van Valenciennes had omgekocht zodat Marseille een week voor de CL-finale kampioen werd en zich zodoende in alle rust kon voorbereiden op de eindstrijd met AC Milan. Daarnaast kwam dertien jaar na dato aan het licht dat bijna alle spelers van Marseille voorafgaand aan de finale doping hadden gebruikt.
In de competitie bleef AC Milan dat seizoen ongeslagen tot en met 21 maart 1993. Op die dag verloor Milan met 0-1 van Parma, waardoor de club na 58 competitiewedstrijden op rij haar ongeslagen status verloor. Dit is nog steeds een record in de Serie A. Milan liep daarna nog enkele keren tegen puntverlies aan, maar de club won uiteindelijk toch haar tweede Scudetto op rij en de dertiende uit de clubgeschiedenis, waarmee het stadsgenoot Internazionale evenaarde. Door blessureleed bleef de doeltreffendheid van Van Basten dat seizoen steken op 13 goals in 15 competitieduels.

#### Einde
Milan zou in de volgende twee seizoenen nog tweemaal het landskampioenschap vieren en bereikte ook nog tweemaal de finale van de Champions League. Voor Van Basten betekende deze periode echter het begin van het einde. Na zijn operatie in december 1992 speelde hij nog slechts twee competitiewedstrijden en de finale van de Champions League. Tegen Olympique Marseille kreeg Van Basten echter opnieuw last van zijn rechterenkel en besloot hij wederom onder het mes te gaan. Op 9 juni 1993 nam dr. Martens hem voor de eerste keer onder handen. Tijdens de operatie verwijderde hij stukjes kraakbeen uit de enkel, waarna Van Basten enkele maanden rust moest houden. Hij kwam echter het hele jaar niet aan spelen toe en liet zich op 14 juni 1994 opnieuw opereren. Tijdens deze vierde operatie aan zijn rechterenkel bracht dr. Martens metalen steundelen aan die ervoor moesten zorgen dat zich nieuw kraakbeen zou vormen. Het experiment met het apparaat van Ilizarov mislukte echter en Van Basten raakte opnieuw in de versukkeling. Op 17 augustus 1995 nam Van Basten uiteindelijk het definitieve besluit om afscheid te nemen van het voetbal. Voorafgaand aan de Trofeo Berlusconi tussen AC Milan en Juventus, maakte hij een laatste ereronde waarbij hij onder toeziend oog van 63.000 fans en de huilende Fabio Capello een staande ovatie kreeg.

Ik heb besloten om mijn voetballoopbaan te beëindigen. Er zat geen verbetering in. Als ik opsta doet de enkel pijn, ik kan niet eens een partijtje tennissen. Ik weet niet of de doktoren me altijd hebben geholpen, want vanaf 1992 is de situatie niet echt verbeterd. Ik heb de indruk dat het na elke operatie eerder slechter dan beter ging. Ik ben geopereerd, onderging behandelingen met water en hitte en acupunctuur en ik ben zelfs naar medicijnmannen geweest. Niets hielp. Voorlopig doe ik even niets. Dat klinkt een beetje gek, maar ik heb de laatste twee jaar hard gewerkt om een comeback te maken. Al het andere is erbij ingeschoten. Twee weken geleden, na het bezoek aan Martens, besefte ik dat het over en uit was. Pas vanochtend kon ik ertoe besluiten dat feit openbaar te maken. Nu ben ik volkomen leeg.

Na zijn actieve carrière bleef de pijn aan Van Bastens rechterenkel echter bestaan. Daarom nam hij in maart 1996 het besluit om zijn enkel in het AMC vast te laten zetten. Hierdoor zou hij weliswaar altijd enigszins mank blijven lopen, maar wel pijnvrij door het leven gaan. Hoewel hij hierdoor niet meer kon voetballen, verscheen hij toch nog een paar keer op het veld tijdens de afscheidswedstrijden van oud-ploeggenoten Franco Baresi (1997), Demetrio Albertini en Dennis Bergkamp (beiden 2006). Hij liet in de meeste duels zien zijn talent niet te hebben verloren en scoorde zelfs enkele malen.

### Doelpunten en statistieken
| Seizoen        | Club           | Land               | Competitie     | Competitie | Competitie | Beker | Beker | Internationaal | Internationaal | Totaal | Totaal |
| Seizoen        | Club           | Land               | Competitie     | Wed.       | Dlp.       | Wed.  | Dlp.  | Wed.           | Dlp.           | Wed.   | Dlp.   |
| -------------- | -------------- | ------------------ | -------------- | ---------- | ---------- | ----- | ----- | -------------- | -------------- | ------ | ------ |
| 1981/82        | Ajax           | Vlag van Nederland | Eredivisie     | 1          | 1          | 1     | 0     | -              | -              | 2      | 1      |
| 1982/83        | Ajax           | Vlag van Nederland | Eredivisie     | 20         | 9          | 5     | 4     | -              | -              | 25     | 13     |
| 1983/84        | Ajax           | Vlag van Nederland | Eredivisie     | 26         | 28         | 4     | 1     | 2              | 0              | 32     | 29     |
| 1984/85        | Ajax           | Vlag van Nederland | Eredivisie     | 33         | 22         | 4     | 2     | 4              | 5              | 41     | 29     |
| 1985/86        | Ajax           | Vlag van Nederland | Eredivisie     | 26         | 37         | 1     | 0     | 2              | 0              | 29     | 37     |
| 1986/87        | Ajax           | Vlag van Nederland | Eredivisie     | 27         | 31         | 7     | 6     | 9              | 6              | 43     | 43     |
| Club totaal    | Club totaal    | Club totaal        | Club totaal    | 133        | 128        | 22    | 13    | 17             | 11             | 172    | 152    |
| 1987/88        | AC Milan       | Vlag van Italië    | Serie A        | 11         | 3          | 5     | 5     | 3              | 0              | 19     | 8      |
| 1988/89        | AC Milan       | Vlag van Italië    | Serie A        | 33         | 19         | 5     | 4     | 9              | 10             | 47     | 33     |
| 1989/90        | AC Milan       | Vlag van Italië    | Serie A        | 26         | 19         | 4     | 1     | 10             | 4              | 40     | 24     |
| 1990/91        | AC Milan       | Vlag van Italië    | Serie A        | 31         | 11         | 1     | 0     | 3              | 0              | 35     | 11     |
| 1991/92        | AC Milan       | Vlag van Italië    | Serie A        | 31         | 25         | 7     | 4     | -              | -              | 38     | 29     |
| 1992/93        | AC Milan       | Vlag van Italië    | Serie A        | 15         | 13         | 2     | 1     | 5              | 6              | 22     | 20     |
| 1993/94        | AC Milan       | Vlag van Italië    | Serie A        | 0          | 0          | 0     | 0     | 0              | 0              | 0      | 0      |
| 1994/95        | AC Milan       | Vlag van Italië    | Serie A        | 0          | 0          | 0     | 0     | 0              | 0              | 0      | 0      |
| Club totaal    | Club totaal    | Club totaal        | Club totaal    | 147        | 90         | 24    | 15    | 30             | 20             | 201    | 125    |
| Carrièretotaal | Carrièretotaal | Carrièretotaal     | Carrièretotaal | 280        | 218        | 46    | 28    | 47             | 31             | 373    | 277    |

- Beker: de KNVB Beker, Coppa Italia en Supercoppa
- Internationaal: de Europacup I, Europacup II, UEFA Cup, UEFA Champions League, UEFA Super Cup en Wereldbeker

## Nederlands elftal

### WK onder 20 jaar 1983

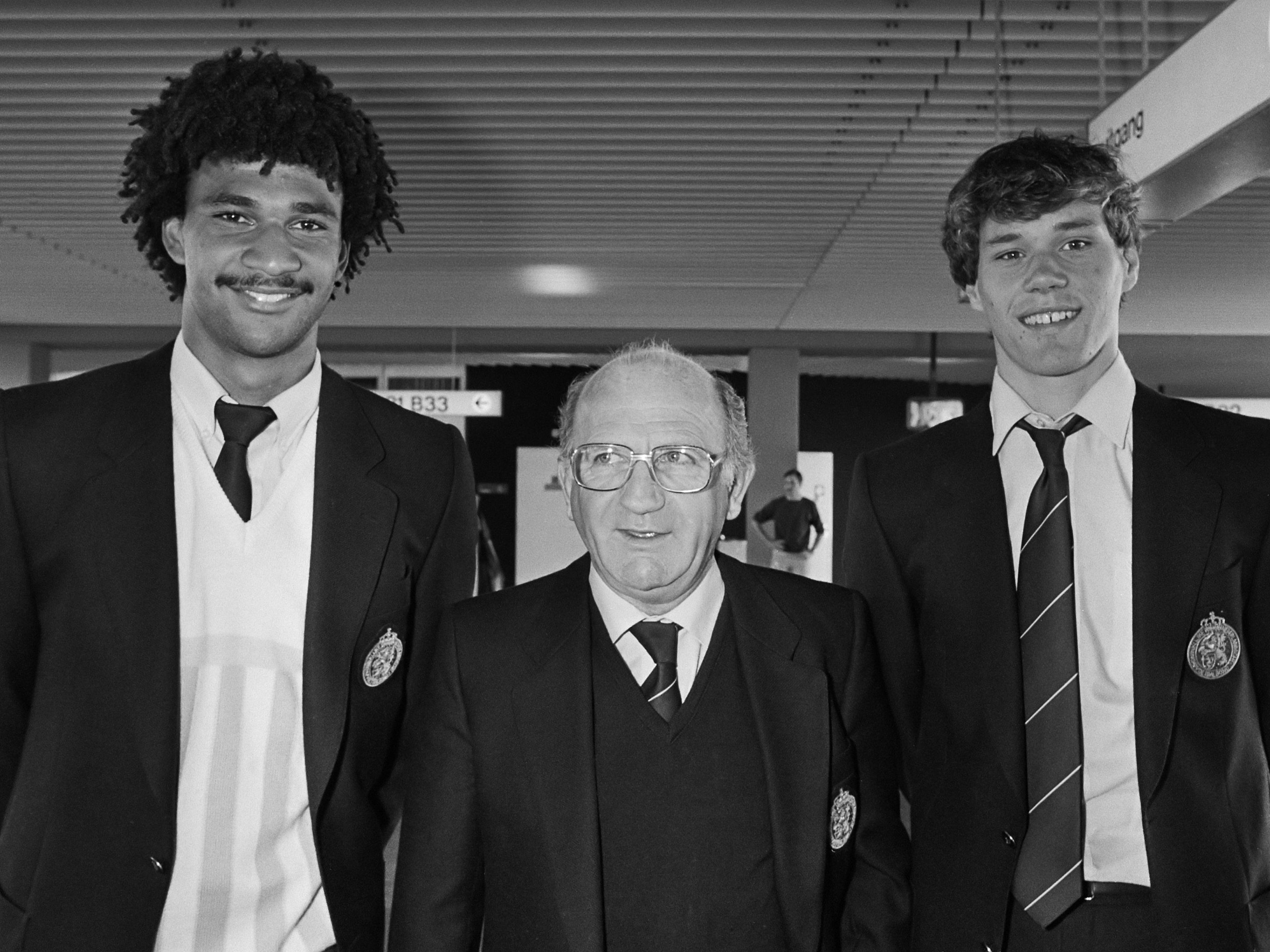
Ruud Gullit, Kees Rijvers en Marco van Basten op Schiphol na een met 2-3 gewonnen interland in en tegen Ierland (oktober 1983)

Van Basten maakte zijn internationale debuut op het WK onder 20 jaar in 1983. Samen met onder anderen Vanenburg, Been, Silooy en Godee trof Nederland in gastland Mexico achtereenvolgens Brazilië, de Sovjet-Unie, Nigeria en Argentinië. Van Basten begon als basisspeler aan het toernooi en speelde met Oranje in de openingswedstrijd met 1-1 gelijk tegen Brazilië door een doelpunt van Been. Vervolgens won het jeugdelftal van de Sovjet-Unie waarbij Van Basten het winnende doelpunt maakte (3-2). In het laatste groepsduel tegen Nigeria werd er met 0-0 gelijk gespeeld waardoor Nederland als tweede eindigde in de poule. Met deze stand plaatste de ploeg van bondscoach Kees Rijvers zich voor de kwartfinale waarin Argentinië de volgende tegenstander was. Van Basten scoorde de openingstreffer, maar dit bleek niet genoeg te zijn voor de overwinning (2-1). Het eerste optreden van Nederland op een WK onder 20 jaar eindigde zodoende in de kwartfinale.

### EK 1984 en WK 1986
Op 7 september 1983 maakte Van Basten zijn debuut voor het Nederlands elftal in de thuiswedstrijd tegen IJsland onder bondscoach Kees Rijvers. Twee weken later in de vriendschappelijke interland tegen België scoorde van Basten zijn eerste doelpunt voor Oranje. Ondertussen was Nederland al zo goed als zeker gekwalificeerd voor het EK 1984. Alleen Spanje zou nog roet in het eten kunnen gooien wanneer het in zijn laatste kwalificatiewedstrijd met elf doelpunten verschil van Malta zou winnen. Het onmogelijke gebeurde: Spanje won op 21 december 1983 met 12-1 van Malta, waardoor Nederland deelname aan het EK misliep. Twee jaar later wist Nederland zich ook niet te plaatsen voor het WK voetbal in Mexico. Oranje eindigde in een groep met Hongarije, Oostenrijk en Cyprus als tweede waardoor het een play-offwedstrijd diende te spelen om zich te kunnen kwalificeren. In dat kader trof de equipe van Van Basten buurland België. In de uitwedstrijd half oktober 1985 beperkte Nederland de schade tot 1-0 voor België, nadat Kieft, die zich liet provoceren door Vercauteren, al in de 3e minuut van het veld was gestuurd met een rode kaart, waardoor Nederland de laatste 87 van de 90 minuten met slechts 10 man speelde, tegen 11 Belgen. In november 1985 won Nederland in eigen huis met 2-1, na 2-0 te hebben voorgestaan. De totale score over de 2 wedstrijden was dus 2-2. Op basis van een uitdoelpunt van Georges Grün (dubbeltelregel uit-gescoorde goals) konden de Belgen zich echter plaatsen voor het mondiale eindtoernooi.

### EK 1988
Van Basten was in 1988 net op tijd fit om deel te nemen aan het EK voetbal in gastland West-Duitsland. De spits had een ongelukkig seizoen bij AC Milan achter de rug, waardoor hij in eerste instantie genoegen moest nemen met een reserverol. Hij kreeg daarom rugnummer 12 toegewezen. In de openingswedstrijd tegen de Sovjet-Unie kreeg Ajax-spits John Bosman een basisplaats. Hij wist tijdens het duel echter niet te overtuigen en er werd ook nog verloren met 0-1. Bondscoach Rinus Michels besloot in te grijpen en plaatste in de tweede wedstrijd tegen Engeland Van Basten in de spits. Dit bleek een gouden ingreep want Van Basten scoorde drie keer, waardoor Nederland met een 3-1-overwinning het veld af liep. In de laatste groepswedstrijd won Oranje nipt en met wat geluk van Ierland door een doelpunt van Wim Kieft (1-0). Nederland nam daardoor de tweede plaats in de poule over van de Ieren en bereikte de halve finales, waarin gastland West-Duitsland de tegenstander was. De Duitsers kwamen in de tweede helft op een 1-0-voorsprong door een omstreden strafschop die werd binnengeschoten door Lothar Matthäus. Even later bleek het geluk echter aan Nederlandse zijde, toen ook zij een makkelijk gegeven strafschop kregen na een overtreding van Jürgen Kohler op Van Basten. Ronald Koeman faalde niet waardoor de stand weer gelijk werd getrokken. Nederland ging op zoek naar de overwinning maar vlak voor tijd leek het toch op een verlenging aan te komen. In de 88e minuut gleed Van Basten echter een bal op aangeven van Jan Wouters achter doelman Eike Immel, waardoor Nederland na veertien jaar revanche nam op de wereldkampioen van 1974. De finale vond plaats op 25 juni waarin Nederland het mocht opnemen tegen de Sovjet-Unie. Het Oost-Europese team was al eens eerder Europees kampioen geworden (1960) en was twee keer verliezend finalist (1964 en 1972). Voor Nederland was het de eerste kans op een Europese titel. Na een half uur opende Ruud Gullit de score met een rake kopbal, na een voorzet van Van Basten. Tien minuten na rust viel de 2-0, ditmaal door Marco van Basten. Arnold Mühren schoot de bal schuin voor het doel langs naar Van Basten, die de bal in één keer – uit een schier onmogelijk hoek – uit de lucht haalde en doelman Rinat Dasajev bovenlangs passeerde. Beelden van het doelpunt gingen de hele wereld over en het wordt door velen nog steeds gezien als een van de mooiste uit de geschiedenis. In de autobiografie Basta zou Van Basten later vertellen dat hij dit doelpunt zonder zijn enkelblessure hoogstwaarschijnlijk niet had gemaakt.
Van Basten. Goed... OH, WAT EEN GOAL! WAT EEN GOAL! WAT EEN SCHITTEREND DOELPUNT ZEG! 
Ja, niet te geloven zoals ie die bal uit de lucht oppakt in die hoek daar. Niet te geloven. 
Wat een weer-ga-loos doelpunt! Tsjonge, jonge, wat een doelpunt zeg.— Theo Reitsma
De Sovjet-Unie kreeg daarna nog wel een kans op de aansluitingstreffer, maar Ihor Bilanov zag zijn strafschop gekeerd worden door Hans van Breukelen. Nederland werd Europees kampioen en pakte daarmee zijn eerste internationale prijs van betekenis. Marco van Basten werd met vijf doelpunten topscorer van het toernooi en verkozen tot beste speler.

### WK 1990
Als regerend Europees kampioen begon Nederland met hoge verwachtingen aan het WK 1990 in gastland Italië. Onder leiding van bondscoach Thijs Libregts was Oranje als eerste geëindigd in de kwalificatieronde, voor West-Duitsland, Finland en Wales. Libregts vertrok echter niet naar het WK, omdat hij een half jaar voor aanvang werd ontslagen nadat er al een tijd lang conflicten bestonden tussen hem en een deel van de spelersgroep. Een week voor het WK werd Leo Beenhakker aangesteld als nieuwe bondscoach. Daarover ontstond echter onenigheid omdat een meerderheid van de spelers de voorkeur had gegeven voor Johan Cruijff als opvolger. Beenhakker kreeg vervolgens de zware taak om een verdeelde spelersgroep weer op de rails te krijgen. In de eerste groepswedstrijd tegen Egypte kwam Oranje niet verder dan een teleurstellend 1-1 gelijkspel. Ook in het tweede duel tegen Engeland presteerde het Nederlands elftal maar matig en kwam het goed weg met een 0-0-eindstand op het scorebord, het scheelde weinig of Nederland had met 2-0 verloren. De laatste wedstrijd tegen Ierland (1-1) werd een aanfluiting, aangezien beide landen aan een gelijkspel genoeg hadden om de volgende ronde te bereiken. Nederland eindigde weliswaar als derde in de poule maar wist zich te kwalificeren als een van de vier beste nummers drie. In de achtste finale trof Nederland in het San Siro, de thuishaven van Van Basten, Gullit en Rijkaard, groepswinnaar en titelfavoriet West-Duitsland, waartegen Nederland zijn beste en enige goede wedstrijd van het toernooi speelde. Oranje begon goed aan de wedstrijd en wist enkele kansen te creëren maar dit was van korte duur. Rijkaard kon zijn emoties niet te bedwingen en bespuugde tot tweemaal toe tegenstander Rudi Völler. Beide spelers moesten uiteindelijk met rood het veld verlaten en de Nederlandse ploeg verloor haar grip op de wedstrijd. Klinsmann en Brehme zorgden voor een 2-0-voorsprong waarna Ronald Koeman in de laatste minuten van de wedstrijd nog een aansluitingstreffer maakte (2-1). Het bleek niet genoeg en Nederland werd zonder een wedstrijd te winnen in de achtste finales uitgeschakeld. Later verklaarde Beenhakker dat hij vooral op de drie Milanese vedetten geen vat had kunnen krijgen: "Niemand nam het voortouw. Niemand was de dragende speler waar je je verhaal aan kwijt kon als coach".

### EK 1992
Na een succesvolle periode in Milaan, begon Van Basten in de zomer van 1992 aan zijn laatste grote eindtoernooi. Nederland was, samen met het verenigde Duitsland, opnieuw de favoriet voorafgaand aan het EK voetbal in Zweden. Oranje opende het toernooi tegen Schotland, maar wist in haar eerste duel niet echt te overtuigen. Door een doelpunt van Bergkamp in de 75e minuut werd de zege echter veilig gesteld. In de tweede wedstrijd tegen het GOS had Van Basten een negatieve bijrol. Hij was de meest geïrriteerde speler van het veld, wat leidde tot een slag in het gezicht bij tegenstander Achrik Tsveiba. Dit werd echter gemist door de Deense scheidsrechter, wel werd de spits betrapt op zes andere overtredingen. Ondanks de weerstand van het GOS kwam Van Basten in de 77e minuut tot een doelpunt, maar de zuivere treffer werd door scheidsrechter Mikkelsen onterecht afgekeurd vanwege buitenspel. Het bleef 0-0 en daarmee bracht de Nederlandse equipe zich in een lastige uitgangspositie voor de laatste groepswedstrijd tegen de Duitsers, die door een overwinning op Schotland op gelijke hoogte waren gekomen. Tegen de regerend wereldkampioen liet Oranje echter goed voetbal zien. Vanaf de eerste minuut domineerden de Nederlanders de wedstrijd. Twee doodspelmomenten, beide na grove overtredingen op Marco van Basten, in de 4e en 14e minuut bezorgden Nederland een 2-0-voorsprong. In de 4e minuut kopte Rijkaard een vrije trap van Ronald Koeman binnen en ruim 10 minuten later legde Koeman succesvol af op Rob Witschge, die zo zijn eerste interlandgoal maakte. Na de rust begon Nederland slapjes en Duitsland sloeg meteen toe. Klinsmann scoorde de aansluitingstreffer en de paniek sloeg zichtbaar toe aan Nederlandse zijde. Na twintig minuten herpakte Oranje zich en via een prachtige aanval waarbij Van Basten als bliksemafleider fungeerde, scoorde Bergkamp zijn tweede toernooigoal. Met de 3-1-overwinning plaatste Nederland zich voor de halve finale waarin het tegenover Denemarken kwam te staan. Nederland begon als grote favoriet aan de wedstrijd maar stond na vijf minuten al met 0-1 achter. Frank de Boer leed bij de achterlijn knullig balverlies, waarna Brian Laudrup er meteen vandoor ging en de bal op het voorhoofd van Henrik Larsen legde die binnen kopte. Bergkamp kon halverwege de eerste helft nog gelijkmaken, maar tien minuten daarna stonden de Denen alweer voor door een goal van Larsen. Lang leek Denemarken voor een sensatie te zorgen, maar in de 86e minuut schoot Rijkaard na een hoekschop van Witschge van dichtbij raak. De verlenging zorgde niet voor een winnaar waarna strafschoppen de beslissing moesten brengen. Uitgerekend de ster van het EK 1988 werd de schlemiel van het EK 1992. De inzet van Van Basten werd als enige gekeerd door de Deense doelman Peter Schmeichel. Hierdoor gingen zeer verrassend de Denen naar de finale, waarin het onverwacht van Duitsland won.
De gemiste strafschop betekende het begin van het Nederlandse penaltysyndroom dat Oranje de komende toernooien met zich mee zou dragen (EK 1996, WK 1998 en EK 2000), zoals Ajax in de 12 seizoenen 1973/74 tot en met 1984/85 ook leed aan het verlengingen-syndroom en het penaltysyndroom in Europa Cup-wedstrijden (1973/74, 1975/76, 1977/78, 1983/84, 1984/85). Het werd het dieptepunt uit Van Bastens interlandcarrière, die na 1988 eigenlijk nog maar enkele keren had weten te excelleren in Oranje. Op 14 oktober 1992 speelde de spits van AC Milan zijn laatste interland tegen Polen.

### Gespeelde interlands
| Interlands van Marco van Basten | Interlands van Marco van Basten | Interlands van Marco van Basten | Interlands van Marco van Basten | Interlands van Marco van Basten | Interlands van Marco van Basten |
| №                               | Datum                           | Wedstrijd                       | Uitslag                         | Soort wedstrijd                 | Goals                           |
| Als speler bij AFC Ajax 16 (6)  | Als speler bij AFC Ajax 16 (6)  | Als speler bij AFC Ajax 16 (6)  | Als speler bij AFC Ajax 16 (6)  | Als speler bij AFC Ajax 16 (6)  | Als speler bij AFC Ajax 16 (6)  |
| ------------------------------- | ------------------------------- | ------------------------------- | ------------------------------- | ------------------------------- | ------------------------------- |
| 1.                              | 07-09-1983                      | Nederland – IJsland             | 3-0                             | EK-kwalificatie 1984            | 0                               |
| 2.                              | 21-09-1983                      | België – Nederland              | 1-1                             | Vriendschappelijk               | 1                               |
| 3.                              | 12-10-1983                      | Ierland – Nederland             | 2-3                             | EK-kwalificatie 1984            | 1                               |
| 4.                              | 17-10-1983                      | Nederland – Hongarije           | 1-2                             | WK-kwalificatie 1986            | 0                               |
| 5.                              | 14-11-1984                      | Oostenrijk – Nederland          | 1-0                             | WK-kwalificatie 1986            | 0                               |
| 6.                              | 23-12-1984                      | Cyprus – Nederland              | 0-1                             | WK-kwalificatie 1986            | 0                               |
| 7.                              | 27-02-1985                      | Nederland – Cyprus              | 7-1                             | WK-kwalificatie 1986            | 1                               |
| 8.                              | 14-05-1985                      | Hongarije – Nederland           | 0-1                             | WK-kwalificatie 1986            | 0                               |
| 9.                              | 04-09-1985                      | Nederland – Bulgarije           | 1-0                             | Vriendschappelijk               | 0                               |
| 10.                             | 16-10-1985                      | België – Nederland              | 1-0                             | WK-kwalificatie 1986            | 0                               |
| 11.                             | 12-03-1986                      | Duitsland – Nederland           | 0-1                             | Vriendschappelijk               | 1                               |
| 12.                             | 10-09-1986                      | Tsjecho-Slowakije – Nederland   | 1-0                             | Vriendschappelijk               | 0                               |
| 13.                             | 15-10-1986                      | Hongarije – Nederland           | 0-1                             | EK-kwalificatie 1988            | 1                               |
| 14.                             | 19-11-1986                      | Nederland – Polen               | 0-0                             | EK-kwalificatie 1988            | 0                               |
| 15.                             | 25-03-1987                      | Nederland – Griekenland         | 1-1                             | EK-kwalificatie 1988            | 1                               |
| 16.                             | 29-04-1987                      | Nederland – Hongarije           | 2-0                             | EK-kwalificatie 1988            | 0                               |
| Als speler bij AC Milan 42 (18) |                                 |                                 |                                 |                                 |                                 |
| 17.                             | 09-09-1987                      | Nederland – België              | 0-0                             | Vriendschappelijk               | 0                               |
| 18.                             | 14-10-1987                      | Polen – Nederland               | 0-2                             | EK-kwalificatie 1988            | 0                               |
| 19.                             | 01-06-1988                      | Nederland – Roemenië            | 2-0                             | Vriendschappelijk               | 0                               |
| 20.                             | 12-06-1988                      | Nederland – Sovjet-Unie         | 0-1                             | Groepsfase EK 1988              | 0                               |
| 21.                             | 15-06-1988                      | Engeland – Nederland            | 1-3                             | Groepsfase EK 1988              | 3                               |
| 22.                             | 18-06-1988                      | Nederland – Ierland             | 1-0                             | Groepsfase EK 1988              | 0                               |
| 23.                             | 21-06-1988                      | Duitsland – Nederland           | 1-2                             | Halve finale EK 1988            | 1                               |
| 24.                             | 25-06-1988                      | Nederland – Sovjet-Unie         | 2-0                             | Finale EK 1988                  | 1                               |
| 25.                             | 14-09-1988                      | Nederland – Wales               | 1-0                             | WK-kwalificatie 1990            | 0                               |
| 26.                             | 19-10-1988                      | Duitsland – Nederland           | 0-0                             | WK-kwalificatie 1990            | 0                               |
| 27.                             | 16-11-1988                      | Italië – Nederland              | 1-0                             | Vriendschappelijk               | 0                               |
| 28.                             | 22-03-1989                      | Nederland – Sovjet-Unie         | 2-0                             | Vriendschappelijk               | 1                               |
| 29.                             | 26-04-1989                      | Nederland – Duitsland           | 1-1                             | WK-kwalificatie 1990            | 1                               |
| 30.                             | 31-05-1989                      | Finland – Nederland             | 0-1                             | WK-kwalificatie 1990            | 0                               |
| 31.                             | 11-10-1989                      | Wales – Nederland               | 1-2                             | WK-kwalificatie 1990            | 0                               |
| 32.                             | 15-11-1989                      | Nederland – Finland             | 3-0                             | WK-kwalificatie 1990            | 0                               |
| 33.                             | 21-02-1990                      | Nederland – Italië              | 0-0                             | Vriendschappelijk               | 0                               |
| 34.                             | 30-05-1990                      | Oostenrijk – Nederland          | 3-2                             | Vriendschappelijk               | 1                               |
| 35.                             | 03-06-1990                      | Joegoslavië – Nederland         | 0-2                             | Vriendschappelijk               | 1                               |
| 36.                             | 12-06-1990                      | Egypte – Nederland              | 1-1                             | Groepsfase WK 1990              | 0                               |
| 37.                             | 16-06-1990                      | Engeland – Nederland            | 0-0                             | Groepsfase WK 1990              | 0                               |
| 38.                             | 21-06-1990                      | Nederland – Ierland             | 1-1                             | Groepsfase WK 1990              | 0                               |
| 39.                             | 24-06-1990                      | Duitsland – Nederland           | 2-1                             | Achtste finale WK 1990          | 0                               |
| 40.                             | 26-09-1990                      | Italië – Nederland              | 1-0                             | Vriendschappelijk               | 0                               |
| 41.                             | 17-10-1990                      | Portugal – Nederland            | 1-0                             | EK-kwalificatie 1992            | 0                               |
| 42.                             | 21-11-1990                      | Nederland – Griekenland         | 2-0                             | EK-kwalificatie 1992            | 1                               |
| 43.                             | 19-12-1990                      | Malta – Nederland               | 0-8                             | EK-kwalificatie 1992            | 4                               |
| 44.                             | 13-03-1991                      | Nederland – Malta               | 1-0                             | EK-kwalificatie 1992            | 1                               |
| 45.                             | 17-04-1991                      | Nederland – Finland             | 2-0                             | EK-kwalificatie 1992            | 1                               |
| 46.                             | 05-06-1991                      | Finland – Nederland             | 1-1                             | EK-kwalificatie 1992            | 0                               |
| 47.                             | 16-10-1991                      | Nederland – Portugal            | 1-0                             | EK-kwalificatie 1992            | 0                               |
| 48.                             | 04-12-1991                      | Griekenland – Nederland         | 0-2                             | EK-kwalificatie 1992            | 0                               |
| 49.                             | 27-05-1992                      | Nederland – Oostenrijk          | 3-2                             | Vriendschappelijk               | 0                               |
| 50.                             | 30-05-1992                      | Nederland – Wales               | 4-0                             | Vriendschappelijk               | 1                               |
| 51.                             | 05-06-1992                      | Frankrijk – Nederland           | 1-1                             | Vriendschappelijk               | 0                               |
| 52.                             | 12-06-1992                      | Nederland – Schotland           | 1-0                             | Groepsfase EK 1992              | 0                               |
| 53.                             | 15-06-1992                      | Nederland – GOS                 | 0-0                             | Groepsfase EK 1992              | 0                               |
| 54.                             | 18-06-1992                      | Duitsland – Nederland           | 1-3                             | Groepsfase EK 1992              | 0                               |
| 55.                             | 22-06-1992                      | Denemarken – Nederland          | 2-2                             | Halve finale EK 1992            | 0                               |
| 56.                             | 09-09-1992                      | Nederland – Italië              | 2-3                             | Vriendschappelijk               | 0                               |
| 57.                             | 23-09-1992                      | Noorwegen – Nederland           | 2-1                             | WK-kwalificatie 1994            | 0                               |
| 58.                             | 14-10-1992                      | Nederland – Polen               | 2-2                             | WK-kwalificatie 1994            | 0                               |

Bijgewerkt t/m 14-10-1992

## Speelstijl
Marco van Basten stond bekend als een technische spits met een bijzondere lichaamsbeheersing. Hij was snel (liep de 100 in 11,0 seconden), tweebenig, had een links-rechts schijnbeweging in huis, en wist zich te wapenen tegen het harde spel. In Italië ging hij het krachthonk in en werd een fysiek sterke speler die van zich af kon slaan. Daardoor kreeg hij echter ook het imago van een gemenerik: hij sloeg António Veloso een tand uit zijn mond, ontving rode kaarten voor ellebogen en gooide met zand om de tegenstander af te leiden. Van Basten ontwikkelde zich tot een kruising tussen een genie en een rotzak. Hij wist van zichzelf dat hij een goede voetballer was maar gedroeg zich daar ook soms op het veld naar. Hij tartte zijn tegenstander en maakte zich daarmee tot prooi van sluipmoordenaars als Pietro Vierchowod en Jürgen Kohler. Dit leverde hem al op jonge leeftijd versleten enkels op waar hij echter nog jaren mee door voetbalde. Experts noemen het een wonder dat hij het zo lang volhield, maar er wordt gezegd dat zijn talent de slijtage heeft gecompenseerd.

## Erelijst
Ajax
- European Cup Winners' Cup: 1986/87
- Eredivisie: 1981/82, 1982/83, 1984/85
- KNVB Beker: 1982/83, 1985/86, 1986/87

 AC Milan
- Wereldbeker voor clubteams: 1989, 1990
- Europacup I / UEFA Champions League: 1988/89, 1989/90, 1993/94
- Europese Supercup: 1989, 1990, 1994
- Serie A: 1987/88, 1991/92, 1992/93, 1993/94
- Supercoppa Italiana: 1988, 1992, 1993, 1994

 Nederland
- UEFA EK: 1988

Individueel
- Topscorer Eredivisie: 1983/84, 1984/85, 1985/86, 1986/87
- Nederlands voetballer van het jaar: 1985
- Zilveren Schoen: 1983/84
- Gouden Schoen: 1985/86
- Trofeo Bravo: 1987
- Beste speler EK voetbal: 1988
- Topscorer EK voetbal: 1988
- EK team van het toernooi: 1988, 1992
- Onze d'Argent: 1987, 1992
- Onze d'Or: 1988, 1989
- World Soccer Wereldspeler van het jaar: 1988, 1992
- IFFHS Wereldvoetballer van het jaar: 1988, 1989
- Europees voetballer van het jaar: 1988, 1989, 1992
- UEFA Voetballer van het jaar: 1989, 1990, 1992
- Topscorer Europacup I: 1988/89
- Topscorer Serie A: 1989/90, 1991/92
- Wereldvoetballer van het jaar: 1992

Ranglijsten
- FIFA – 125 beste nog levende spelers
- FIFA – Speler van de eeuw: 6e plaats[112]
- UEFA – Gouden jubileum verkiezing: 4e plaats[113]
- World Soccer – De 100 beste voetballers van de 20e eeuw: 9e plaats[114]
- AFS – Compendium of "Greatest Ever Footballers": 12e plaats[115]
- France Football – Speler van de eeuw: 8e plaats[116]
- IFFHS – Speler van de eeuw: 12e plaats[117]

## Golfcarrière
In 1996, nadat zijn enkel was vastgezet, is Van Basten meer gaan golfen, voornamelijk in zijn toenmalige woonplaats Monaco en het nabijgelegen Cannes. Hij had al handicap 18, nam weer lessen en speelde zo'n drie à vier keer per week.
Bij zijn terugkeer in Nederland zette hij het golfen voort als lid van de Noordwijkse Golfclub. Daar werd hij gecoacht door Tom O'Mahoney. Op 2 april 2000 maakte Van Basten zijn debuut in de hoogste afdeling van de Nederlandse golfcompetitie. Zijn eerste wedstrijd legde hij af op Golfclub de Dommel in Sint-Michielsgestel. De mediabelangstelling voor het debuut was groot: nog nooit had de opening van het nieuwe golfseizoen zoveel aandacht getrokken. Van Basten had op dat moment een handicap van 3,5. Naar schatting zijn er in Nederland minimaal honderd golfers die een lagere handicap hebben.
Nadat Van Basten terugkeerde in de voetballerij kwam hij minder aan golfen toe. Toen hij echter in 2009 vertrok bij Ajax pakte hij zijn grote hobby weer op. Zo nam hij onder andere deel aan de KLM Open en het Alfred Dunhill Links Championship.

## Verdere carrière
Na zijn gedwongen afscheid in 1995 hield Van Basten zich lang afzijdig van de voetbalwereld. Pas toen zijn vriend John van 't Schip in 2001 hoofdtrainer werd bij FC Twente begon het weer te kriebelen bij de oud-spits: "Ik zag hem daar bezig en besefte dat dat best leuk kon zijn". Van Basten besloot daarom de cursus Coach Betaald Voetbal te gaan volgen. In 1997 wilde hij hier ook al mee beginnen, maar zag daar toen op het laatste moment van af omdat hij emotioneel nog niet toe was aan een rentree in de voetballerij. Tijdens het seizoen 2002/03 legde Van Basten de verkorte cursus af voor internationals met meer dan 40 interlands achter hun naam. Als onderdeel daarvan liep hij stage bij Ajax, waar hij na vijftien jaar afwezigheid terugkeerde bij de A1 van Danny Blind, het Jong Ajax van John van 't Schip en het eerste elftal van Ronald Koeman. Op 9 mei 2003 slaagde Van Basten voor de cursus en kon hij aan de slag als hoofdtrainer. Enkele dagen later trad hij in dienst bij Ajax, om samen met Van 't Schip Jong Ajax te leiden.

### Jong Ajax
Dat Van Basten en Van 't Schip Jong Ajax gezamenlijk gingen leiden lag aan het feit dat de selectie in het seizoen 2003/04 meer spelers zou herbergen dan tijdens vorige jaren. Met onder anderen Thomas Vermaelen, Niklas Moisander, Rasmus Lindgren en Fred Benson werd er aan het seizoen begonnen dat uiteindelijk zeer succesvol zou eindigen. Met Jong Ajax won het trainersduo namelijk zowel het landskampioenschap als de KNVB Beker voor beloften. Van Basten bleek het naar zijn zin te hebben en verlengde al in maart bij Jong Ajax, ondanks aanbiedingen die hem hogerop zouden kunnen brengen. Zo kon hij bij PSV aan de slag als veldtrainer onder technisch directeur Guus Hiddink, maar werd hij ook door de KNVB gepolst als opvolger van Ruud Gullit voor het bondscoachschap van Jong Oranje. In combinatie met het bondscoachschap zou Van Basten daarnaast aan de technische staf van bondscoach Dick Advocaat worden toegevoegd en met het Nederlands elftal afreizen naar het EK 2004 in Portugal. Van Basten bedankte echter vriendelijk voor de eer, want de aanbiedingen kwamen hem te vroeg.
Na het EK voetbal stapte Advocaat echter op als bondscoach en klopte de KNVB in de persoon van Henk Kesler aan bij Johan Cruijff om advies in te winnen over de opvolging. Deze beval Van Basten aan en die bleek daar wel oren naar te hebben. Van Basten had met Van 't Schip en Cruijff al uitgebreid gesproken over het bondscoachschap omdat hij het minder naar zijn zin had gekregen bij Ajax. Louis van Gaal was daar namelijk de nieuwe technische directeur geworden en zijn karakter botste met dat van Van Basten.

### Nederlands elftal
Op 29 juli 2004 bereikten de KNVB en Van Basten overeenstemming over een contract tot en met het EK van 2008. John van 't Schip, Stanley Menzo en Rob Witschge, met wie van Basten in de periode 1982-1987 bij Ajax had samengespeeld, werden zijn assistenten. In het contract dat met de KNVB werd gesloten, werd overeengekomen dat het Nederlands elftal onder Van Basten weer 'goed, attractief en initiatiefrijk voetbal' moest gaan laten zien. Deze uitspraak zou Van Basten de rest van zijn carrière als bondscoach blijven achtervolgen.
Van Basten bleef vanaf zijn aantreden zestien keer op rij ongeslagen en verbrak daarmee het record van Rinus Michels, die in zijn eerste negen duels ongeslagen bleef. Een vriendschappelijke interland tegen Italië op 12 november 2005 in de Amsterdam ArenA (1-3) maakte een einde aan de lange reeks wedstrijden zonder verlies. Dit was ook meteen de grootste nederlaag die Oranje leed onder het vierjarige bewind van Van Basten.
Van Basten was gedurende zijn periode als bondscoach veelvuldig geneigd om spelers, die tot op dan toe nog nauwelijks in beeld waren gekomen voor het Nederlands elftal, te laten debuteren. Dit deed hij veelal in zijn eerste twee jaar als bondscoach, na die periode hield hij meer vast aan een vaste selectie met weinig uitschieters. Van 2004 tot 2008 liet de keuzeheer in totaal 32 spelers debuteren.

#### WK 2006

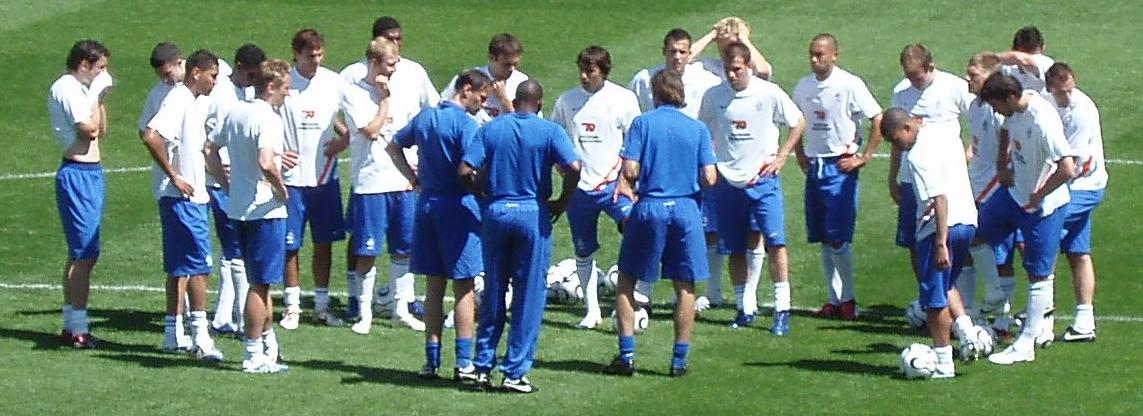
Het Nederlands elftal op een training in Freiburg tijdens het WK 2006.

Nederland plaatste zich relatief eenvoudig voor het WK voetbal in Duitsland. Tijdens de kwalificatie werden in Groep 1 bijna alle wedstrijden gewonnen, alleen de twee onderlinge duels tegen Macedonië eindigden in een gelijkspel. In december 2005 vond vervolgens de loting plaats die Nederland koppelde aan Groep C met daarin Argentinië, Ivoorkust en Servië en Montenegro. Oranje won de eerste wedstrijd tegen Servië en Montenegro op 11 juni 2006 met 1-0 door een doelpunt van Arjen Robben. De ploeg van Van Basten won ook zijn tweede wedstrijd in de poule tegen Ivoorkust met 2-1, door doelpunten van Robin van Persie en Ruud van Nistelrooij. Hierdoor was het Nederlands elftal al geplaatst voor de volgende ronde van het toernooi. De wedstrijd tegen Argentinië deed er niet meer toe, want ook de Zuid-Amerikanen hadden zich al geplaatst en het duel eindigde dan ook in 0-0.
Nederland eindigde als tweede in groep C en moest het daarom in de achtste finale opnemen tegen de winnaar van Groep D, Portugal. Het werd een emotioneel weerzien met de ploeg die twee jaar eerder had voorkomen dat Oranje de finale bereikte op het Europees kampioenschap. Portugal won destijds met 2-1, in een wedstrijd waarin Nederland weinig had in te brengen. Ditmaal kenmerkte het duel zich vooral door de spijkerharde confrontaties. De Russische scheidsrechter Valentin Ivanov deelde maar liefst 16 gele en 4 rode kaarten uit. Nooit eerder werden tijdens een WK-wedstrijd zoveel gele en rode kaarten getoond. Chelsea-middenvelder Maniche besliste in de 22e minuut de wedstrijd door 1-0 te maken, waardoor Nederland vroegtijdig werd uitgeschakeld. Met zijn aanwezigheid op het WK zorgde Van Basten voor een unicum. Hij werd de eerste Nederlander die als speler én als bondscoach deelnam aan het mondiale voetbaltoernooi. Zijn prestatie is tot dusver door niemand geëvenaard.

#### EK 2008

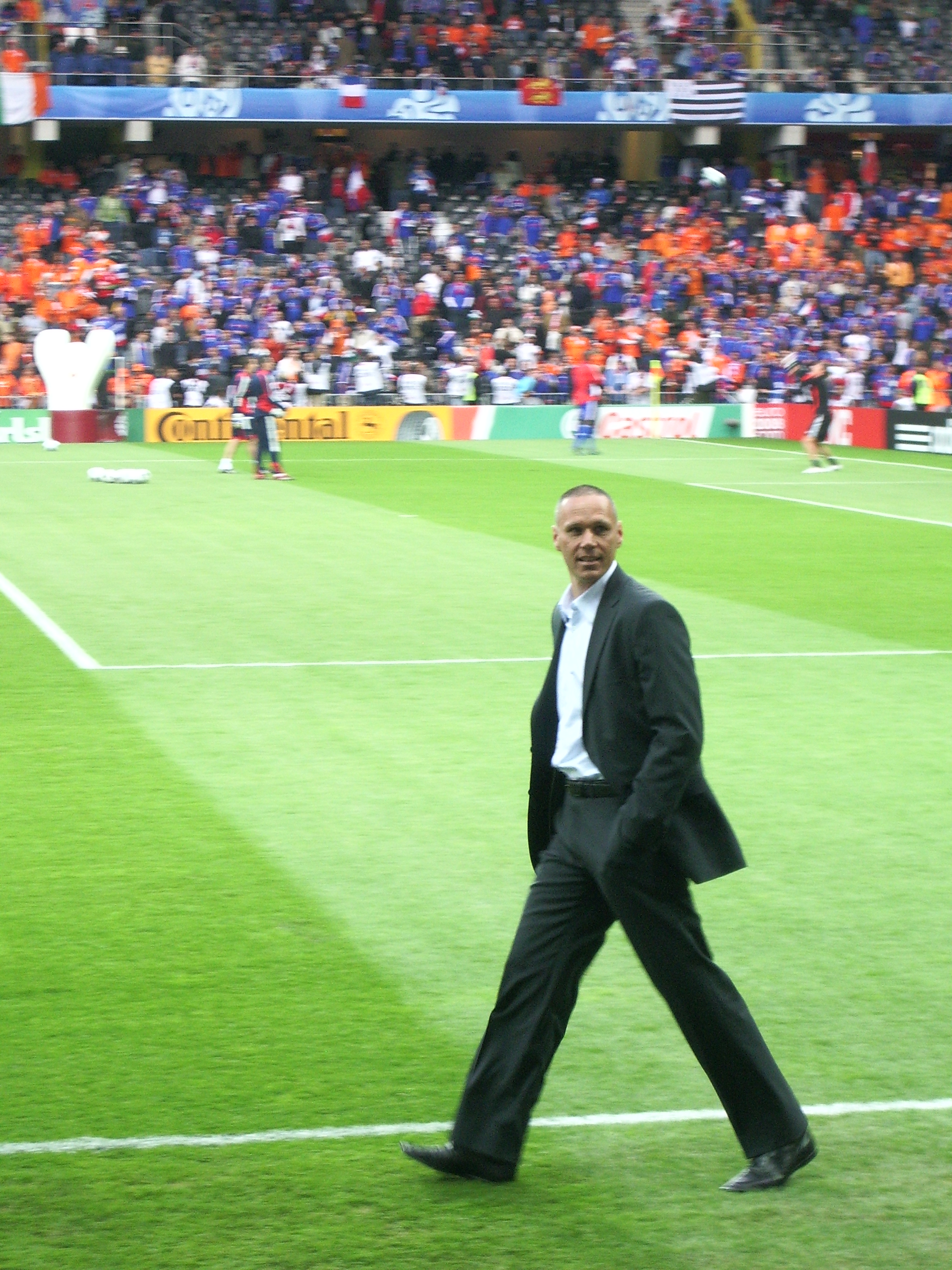
Van Basten op het EK 2008, voorafgaand aan het groepsduel tegen Frankrijk.

Van Basten kwalificeerde zich met moeite voor het EK 2008, door met Nederland als tweede in groep G te eindigen. Nederland leed puntenverlies in Bulgarije (1-1) en Wit-Rusland (2-1 verlies) en haalde uit de duels tegen Roemenië slechts één punt (thuis 0-0, uit 1-0 verlies). Alle andere wedstrijden werden gewonnen, waardoor Nederland één punt voor bleef op nummer drie Bulgarije. Het kwam de bondscoach op kritiek te staan vanuit de media en fans waren ontevreden over het zwakke spel dat Nederland vertoonde. Gedurende deze periode kondigde Van Basten aan te stoppen met het vasthouden aan 4-3-3 en meer te gaan spelen op een manier die bij zijn selectie zou passen.
Op 2 december 2007 vond de loting plaats voor het EK in Oostenrijk en Zwitserland. Nederland werd als groepshoofd ingedeeld bij Groep C samen met wereldkampioen Italië, verliezend finalist Frankrijk en oude bekende Roemenië. "Het is een hele zware poule. Tijdens het afgelopen WK zaten we in een groep met Argentinië, Ivoorkust en Servië en Montenegro en dat werd de Groep des Doods genoemd. Nu zijn we ingedeeld bij de twee WK-finalisten, dus ik ben benieuwd hoe ze deze poule gaan noemen", reageerde Van Basten. Twee dagen later kwam de bondscoach naar buiten met het nieuws dat hij het na het EK voor gezien zou houden. Samen met Van 't Schip zou het zijn laatste kunstje worden, ongeacht het resultaat dat zou worden behaald.
Hoewel werd verwacht dat de strijd zwaar zou zijn in Groep C, kwam het Nederlands elftal glansrijk zijn groepsronde door. Op 9 juni 2008 opende Oranje het toernooi met een onverwachtse 3-0 overwinning op Italië. Nederland gaf hier een vervolg aan met een spectaculaire 4-1 overwinning op Frankrijk. De laatste wedstrijd deed er al niet meer toe, want Nederland was al geplaatst voor de kwartfinale, maar toch won het Nederlandse reserve-elftal met 2-0 van Roemenië. Het elftal van Van Basten werd door nationale en internationale media meteen bestempeld als een van de grootste kanshebbers voor de winst van het toernooi. In de kwartfinale waarin Oranje het moest opnemen tegen het Rusland van Guus Hiddink, liep het echter allemaal anders. Nederland kwam de gehele wedstrijd niet in zijn spel en liep tegen een 1-0-achterstand aan. Uiteindelijk dwong het door een doelpunt van Van Nistelrooij nog een verlenging af maar daarin scoorde Rusland twee keer. De wissels van Van Basten konden niks forceren waardoor Nederland met 3-1 werd uitgeschakeld.
De uitschakeling tegen Rusland was het laatste wapenfeit van Van Basten als bondscoach. In totaal speelde het Nederlands elftal 52 interlands onder leiding van de oud-spits. Daarvan werden er liefst 35 gewonnen, alleen Bob Glendenning behaalde meer overwinningen (37) dan Van Basten als Oranje-bondscoach. Bij 31 duels werd de nul gehouden, wat Marco van Basten een nationaal record opleverde. Het vorige record stond op naam van Rinus Michels die 30 keer de nul hield in 53 duels.

### Ajax
Enkele maanden voordat Van Basten afscheid zou nemen als bondscoach werd bekend dat hij vanaf 1 juli 2008 de nieuwe hoofdtrainer van Ajax zou worden. Op 22 februari tekende hij samen met zijn assistenten Van 't Schip en Witschge een contract voor vier seizoenen. De nieuwe technische staf werd op 5 maart gepresenteerd aan de pers. Er was kritiek ontstaan op Van Basten omdat hij te weinig ervaring zou hebben om als hoofdtrainer aan de slag te gaan. Tijdens de persconferentie werd dit door Van Basten echter eenvoudig weerlegd door te stellen dat de succesvolste trainers van Ajax (Michels, Cruijff en Van Gaal) ook allen slechts geringe ervaring hadden bij hun aanstelling.
Nog voordat Van Basten officieel was begonnen als trainer van Ajax kwam hij in conflict met Johan Cruijff. Cruijff had aangeboden om de club, die net door een bestuurlijke crisis was gegaan, te assisteren bij de herstructurering en dan met name de jeugdopleiding. Zijn denkbeelden bleken echter niet overeen te komen met die van Van Basten. Van Basten vond de ideeën te rigoureus en wees het plan van Cruijff af. Cruijff besloot vervolgens om zijn handen van de club af te trekken en alle medewerking op te zeggen. Nog maandenlang na het incident spraken vele media over de 'ruzie' tussen 'meester' Cruijff en 'leerling' Van Basten. Zowel Van Basten en Cruijff verklaarden dat het incident niet overdreven moest worden en dat de twee geen enkele vorm van ruzie hadden.
Van Basten begon in de zomer te trainen met een selectie van 30 spelers, maar eigenlijk vond hij deze groep te groot. Daarom besloot hij begin augustus Kenneth Pérez, Jurgen Colin, Laurent Delorge en Albert Luque, allen aankopen van het voorgaande seizoen, terug te zetten naar Jong Ajax. Luque, Colin en Delorge gingen akkoord, maar Pérez was het er niet mee eens en spande een arbitragezaak aan waarin hij eiste dat hij, op basis van zijn contract, deel van de A-selectie moest uitmaken. Pérez verloor de zaak, waarna er werd besloten om het contract met Ajax te ontbinden.
Van Basten kreeg bijna de volledige zeggenschap over het technische beleid en contracteerde die zomer voor vele miljoenen Miralem Sulejmani, Ismaïl Aissati, Darío Cvitanich, Evander Sno, Eyong Enoh en Oleguer. Ondanks de nieuwe aankopen verliep de eerste seizoenshelft wisselvallig. Al in de eerste competitiewedstrijd liep Ajax puntverlies op door een 2-1 nederlaag tegen Willem II. Ook werd de equipe van Van Basten al vroegtijdig uitgeschakeld in de KNVB Beker, nadat het in de derde ronde verloor van hekkensluiter FC Volendam. In het Europese bekertoernooi wist Ajax wel te overwinteren. De club sloot de eerste seizoenshelft uiteindelijk af op een tweede plaats, met drie punten achterstand op koploper AZ. Opmerkelijk was dat Van Basten niet vasthield aan een vaste formatie: Leonardo, Kennedy en Rommedahl die in de voorbereiding te horen hadden gekregen dat ze niet op veel speeltijd hoefden te rekenen, mochten ineens toch weer meedoen.
In de winterstop werd Robbie Wielaert aangetrokken als routinier in de defensie, maar raakte de club aanvoerder Klaas-Jan Huntelaar kwijt aan Real Madrid. De start van de tweede seizoenshelft was desondanks veelbelovend maar dit bleek slechts van korte duur. Ajax liet elf punten liggen in vier duels waarmee de landstitel uit het zicht verdween. Europees gezien ging het beter na de uitschakeling van Fiorentina in de derde ronde. In de achtste finale bleek Olympique Marseille echter over twee wedstrijden te sterk voor de Amsterdammers. In de competitie hield Ajax nog lang zicht op de tweede plaats en daarmee kwalificatie voor de derde voorronde Champions League. In de laatste weken ging het echter mis na twee grote nederlagen met ieder 4 goals verschil, bij PSV (6-2) en Sparta (4-0), waardoor de derde plaats het hoogst haalbare bleek. Na de blamage bij Sparta gaf Van Basten aan niet aan opstappen te denken, maar daar kwam hij drie dagen later op terug. Op 6 mei 2009 besloot Van Basten om zijn functie als hoofdtrainer neer te leggen. Als hoofdreden gaf Van Basten aan dat hij tot de conclusie was gekomen dat hij zijn doelstellingen niet had gehaald. Daarnaast had hij niet het gevoel dat hij het zelf volgend seizoen beter zou gaan doen.
Van Basten nam daarna geen afscheid van de voetbalwereld. Kees Jansma, toenmalig directeur van Sport1, vroeg Van Basten in juli 2009 of hij de analyse van Champions League-wedstrijden op de voetbalzender voor zijn rekening wilde nemen. De voormalige spits stemde met het verzoek in en schuift sindsdien aan in de studio samen met collega's Willem van Hanegem, Wim Kieft en Marc van Hintum. Tegelijkertijd volgde Van Basten enkele cursussen om zichzelf te verbeteren met het doel terug te keren in het trainersvak. Na zijn vertrek bij Ajax werd hij onder andere in verband gebracht met Sporting Lissabon, Chelsea, en FC Twente, en met het bondscoachschap van Denemarken, Japan en de Verenigde Arabische Emiraten. Ook was Van Basten in 2011 nadrukkelijk in beeld om de nieuwe directeur voetbalzaken van Ajax te worden. Om diverse redenen kwam het echter niet tot een overgang naar een nieuwe werkgever.

### sc Heerenveen
Op 13 februari 2012 werd bekendgemaakt dat Van Basten de nieuwe hoofdtrainer zal zijn bij sc Heerenveen in het seizoen 2012/2013. Van Basten tekende een contract van twee jaar. Het eerste seizoen was wisselvallig, en Heerenveen eindigde op de 8e plaats met 42 punten. Het tweede seizoen begon sc Heerenveen goed aan de competitie, waardoor de club zich na de 2-1 gewonnen Friese derby tegen rivaal SC Cambuur na 8 speelrondes gedeeld koploper van de Eredivisie mocht noemen. Op 29 januari 2014 (3 dagen na de door sc Heerenveen met 3-1 kansloos verloren uitwedstrijd tegen aartsrivaal SC Cambuur) maakte Van Basten bekend niet te zullen bijtekenen. Over de reden hiervan werden zowel door Van Basten als het bestuur van sc Heerenveen geen mededelingen gedaan.

### AZ
In april 2014 maakte AZ op de eigen website bekend een akkoord te hebben met Van Basten over een contract van juli 2014 tot juli 2016 als hoofdtrainer in Alkmaar. Kort na de start van het seizoen meldde Van Basten zich ziek met hartkloppingen. Hierop nam Pastoor tijdelijk het hoofdtrainerschap op zich. Toen Van Basten terugkeerde op 16 september werd in eerste instantie besloten om de rollen om te draaien, zodat Pastoor hoofdcoach zou blijven, terwijl Van Basten de functie van assistent zou gaan vervullen. Uiteindelijk werd besloten om niet door te gaan met Pastoor en werd John van den Brom aangesteld als nieuwe hoofdtrainer. Van Basten bleef wel aan als assistent.
 Van Basten verklaarde daarbij dat hij waarschijnlijk nooit meer als hoofdcoach zou werken in het betaald voetbal.

### Nederlands elftal
Van Basten keerde in juli 2015 terug bij het Nederlands voetbalelftal, als assistent van de op dat moment recentelijk aangetreden Danny Blind. Samen met mede-assistent Ruud van Nistelrooij en Blind heeft Van Basten kwalificatie voor het Europees kampioenschap voetbal 2016 als primaire doelstelling meegekregen van de KNVB.

### Resultaten als trainer
| Team          | Nat                | Van       | Tot            | Balans | Balans | Balans | Balans | Balans |
| Team          | Nat                | Van       | Tot            | D      | W      | G      | V      | Win %  |
| ------------- | ------------------ | --------- | -------------- | ------ | ------ | ------ | ------ | ------ |
| Nederland     | Vlag van Nederland | Juli 2004 | Juli 2008      | 52     | 35     | 11     | 6      | 67,31  |
| Ajax          | Vlag van Nederland | Juli 2008 | Mei 2009       | 45     | 26     | 8      | 11     | 57,78  |
| sc Heerenveen | Vlag van Nederland | juni 2012 | juli 2014      | 32     | 11     | 9      | 12     | 34,38  |
| AZ            | Vlag van Nederland | juli 2014 | september 2014 | 3      | 1      | 0      | 2      | 33,33  |
| Totaal        | Totaal             | Totaal    | Totaal         | 132    | 73     | 28     | 31     | 55,30  |

Stand per 12 juli 2014.

### FIFA
Van Basten werd in september 2016 aangesteld als Chief Officer for Technical Development bij de FIFA. Hij ging zich bezighouden met het aantrekkelijker maken van het wereldwijde voetbal. In zijn periode bij de FIFA werd het gebruik van de videoscheidsrechter (VAR, video assistant referee) uitgerold. In oktober 2018 kondigde Van Basten zijn afscheid aan bij de FIFA. Hij wilde meer tijd vrijmaken voor zijn familie en besloot zijn contract op te zeggen.

### Televisie
Na zijn vertrek bij de FIFA werd Van Basten analist bij FOX Sports. Hij schoof als vaste gast aan op de zaterdagavond tijdens de uitzending van De Eretribune, gepresenteerd door Jan Joost van Gangelen en Aletha Leidelmeijer.
Op 29 juni 2020 werd bekend dat Van Basten zou overstappen naar Ziggo Sport. Hij zal aanschuiven bij de wedstrijden uit de UEFA Champions League, Serie A, Premier League en Primera División. Ook is hij een van de vaste gasten van Rondo, gepresenteerd door Wytse van der Goot.
Eerder was Van Basten als analist actief bij SBS6 rondom de wedstrijden van het Nederlands elftal.